# Elektrolokomotive

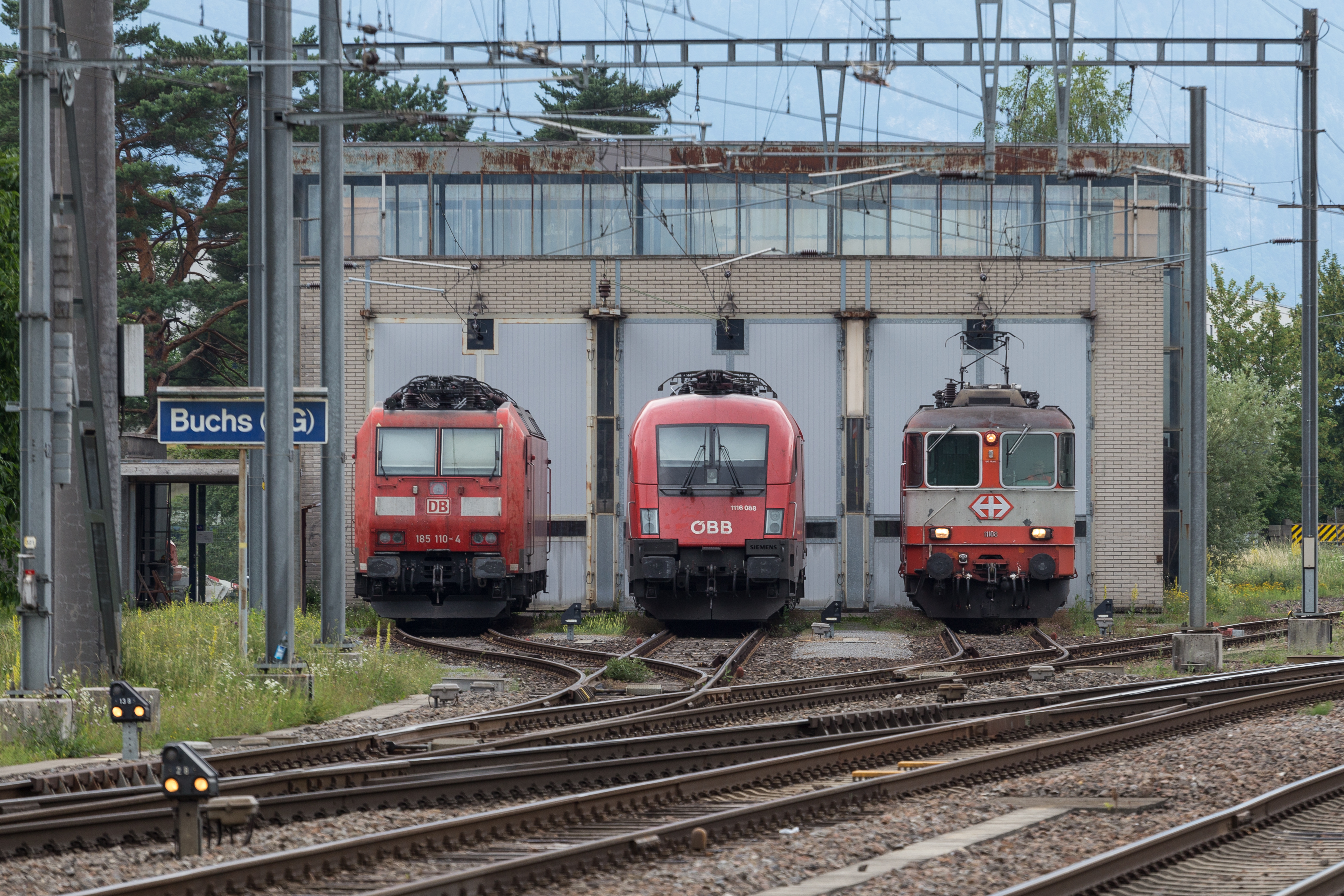
Elektrische Lokomotiven der DB, ÖBB und SBB in Buchs

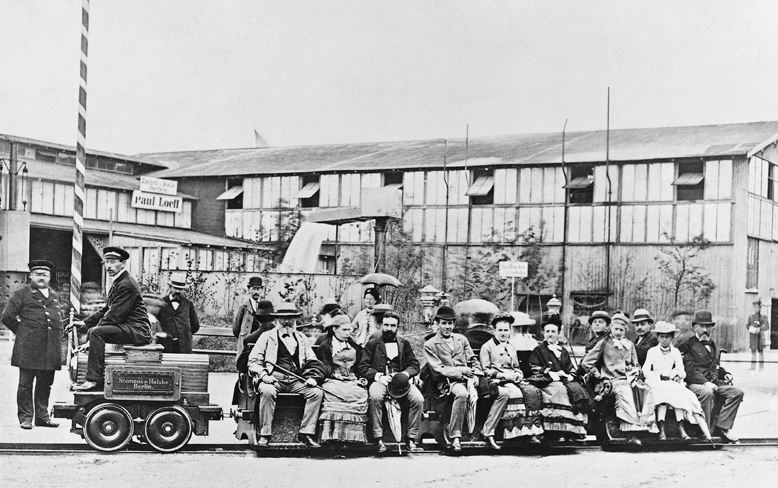
Elektrische Bahn von Siemens & Halske auf der Berliner Gewerbeausstellung 1879

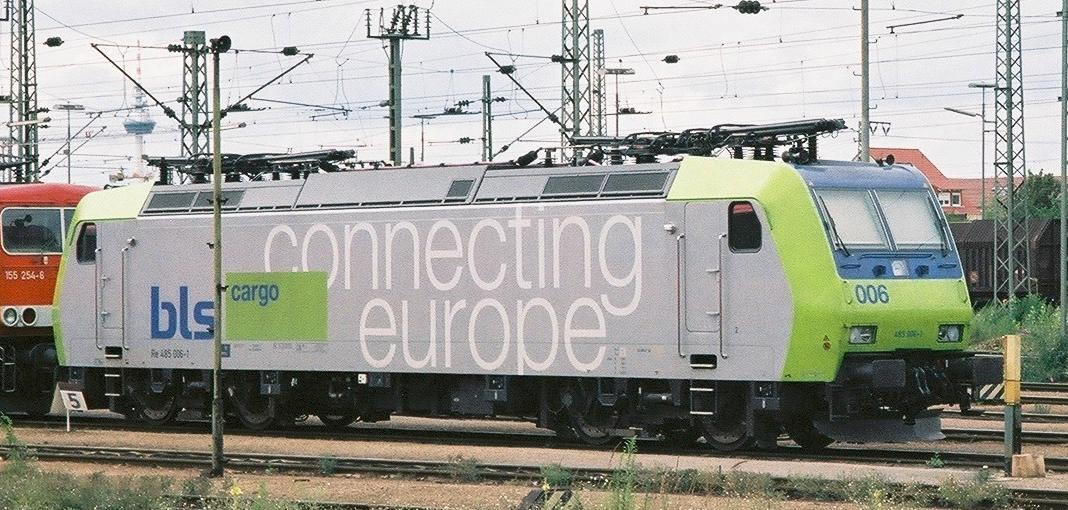
Moderne Mehrsystem-Elektrolokomotive

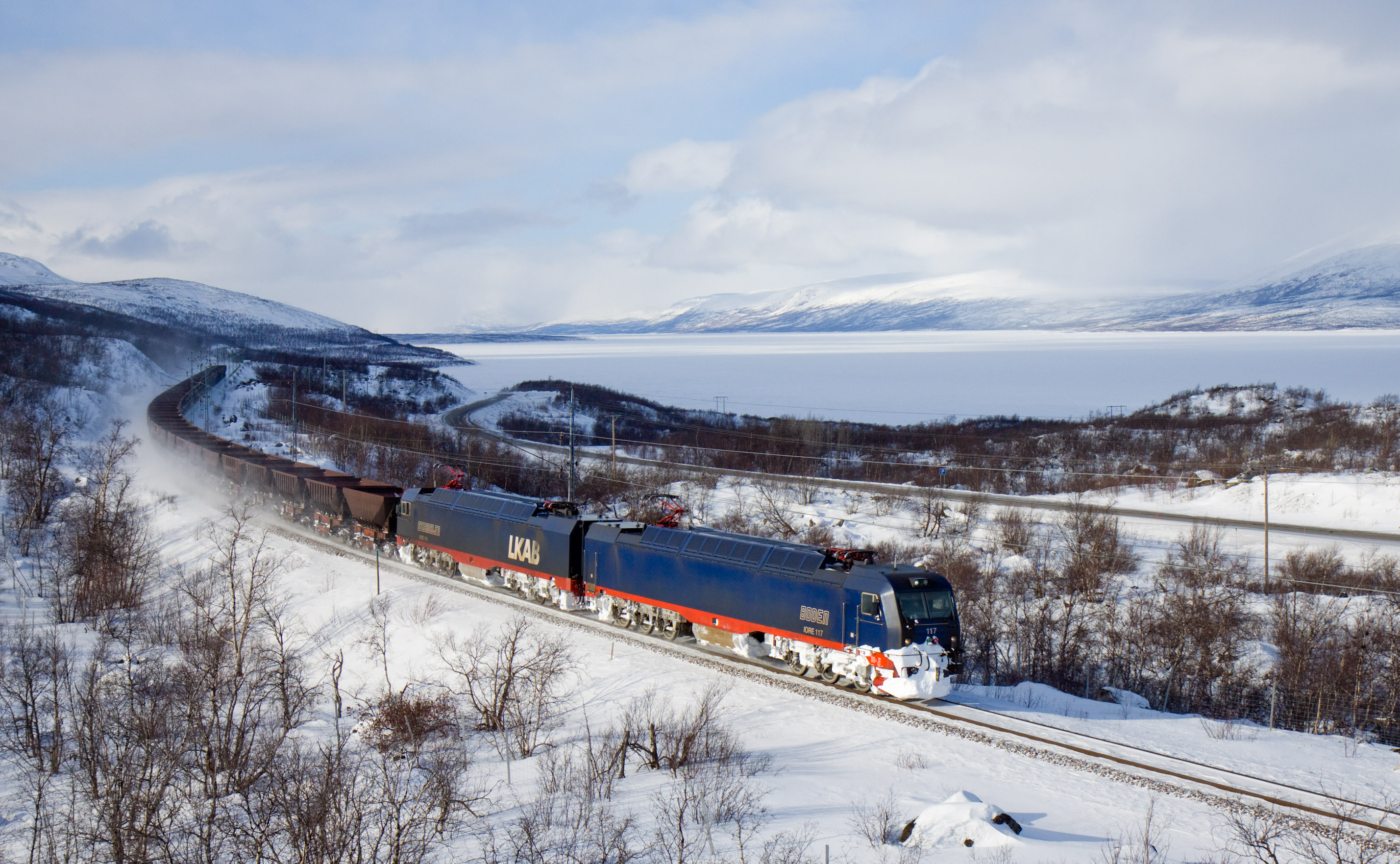
Die MTAB IORE gehören zu den stärksten Elektrolokomotiven der Welt

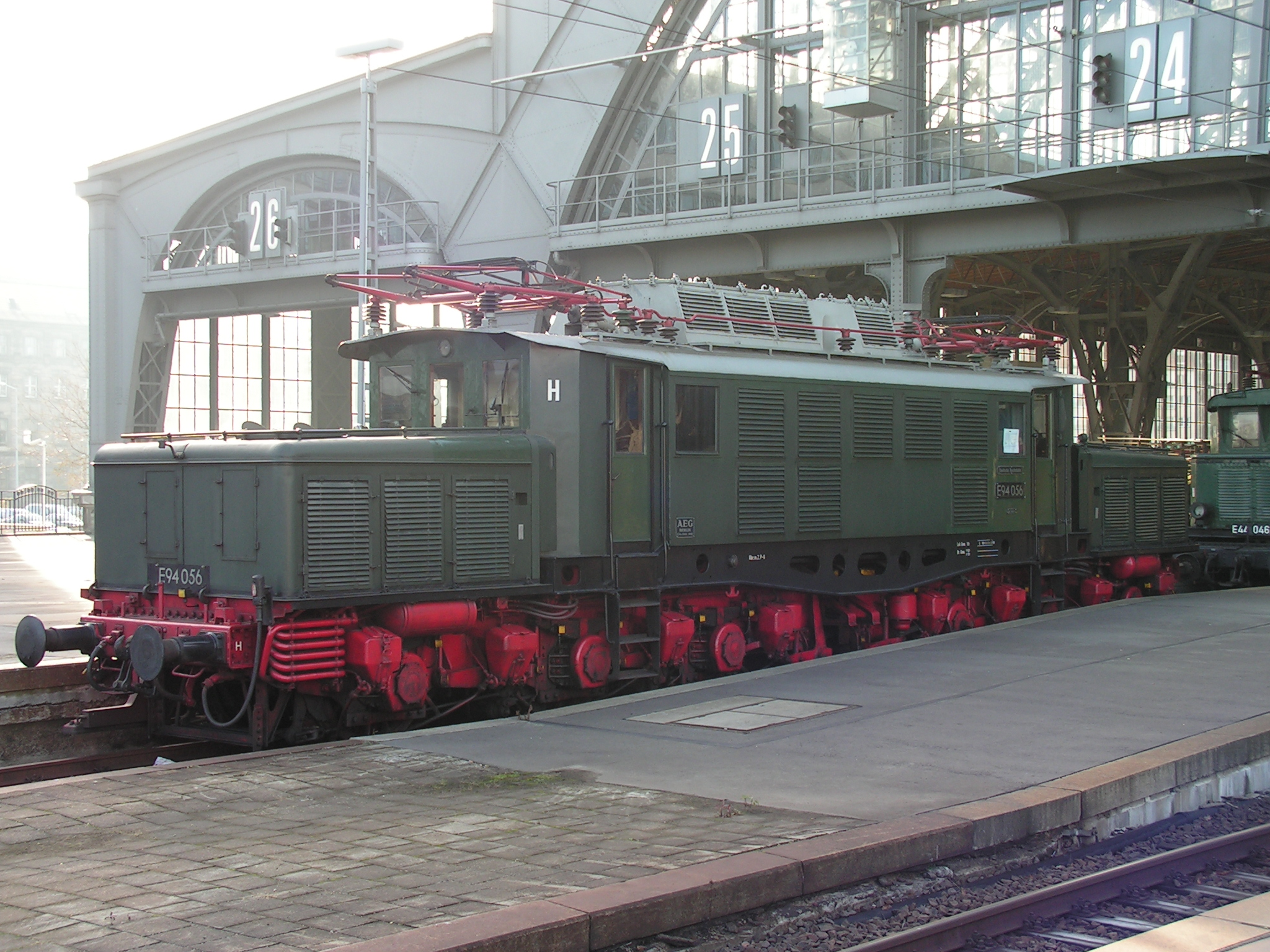
Museumslokomotive E 94 056, Baujahr 1942

Eine Elektrolokomotive oder elektrische Lokomotive (kurz Ellok, Elektrolok oder E-Lok) ist eine elektrisch angetriebene Zugmaschine. Im Unterschied zum elektrischen Triebwagen nimmt sie selbst keine Nutzlast (Passagiere, Gepäck oder Güter) auf.
Ihr Antrieb ist rein elektrisch im Gegensatz beispielsweise zu dieselelektrischen oder dampfelektrischen Lokomotiven. Elektrolokomotiven profitieren vom hohen Wirkungsgrad der Elektromotoren, der oft über 90 % liegt (schlechterer Wirkungsgrad der Stromerzeugung nicht berücksichtigt). Durch regeneratives Bremsen kann kinetische Energie rückgewonnen und als Strom ins Netz rückgeführt werden, was den übergeordneten Wirkungsgrad verbessert.
Hauptnachteil des elektrischen Eisenbahnbetriebs sind die hohen Kosten für Infrastruktur wie die Stromzuführung und -bereitstellung: Fahrleitungen, Unterwerke, Speiseleitungen.

## Allgemeiner Überblick

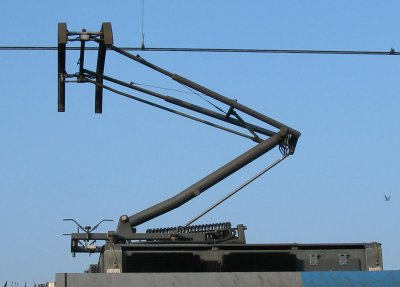
Einholm-Dachstromabnehmer

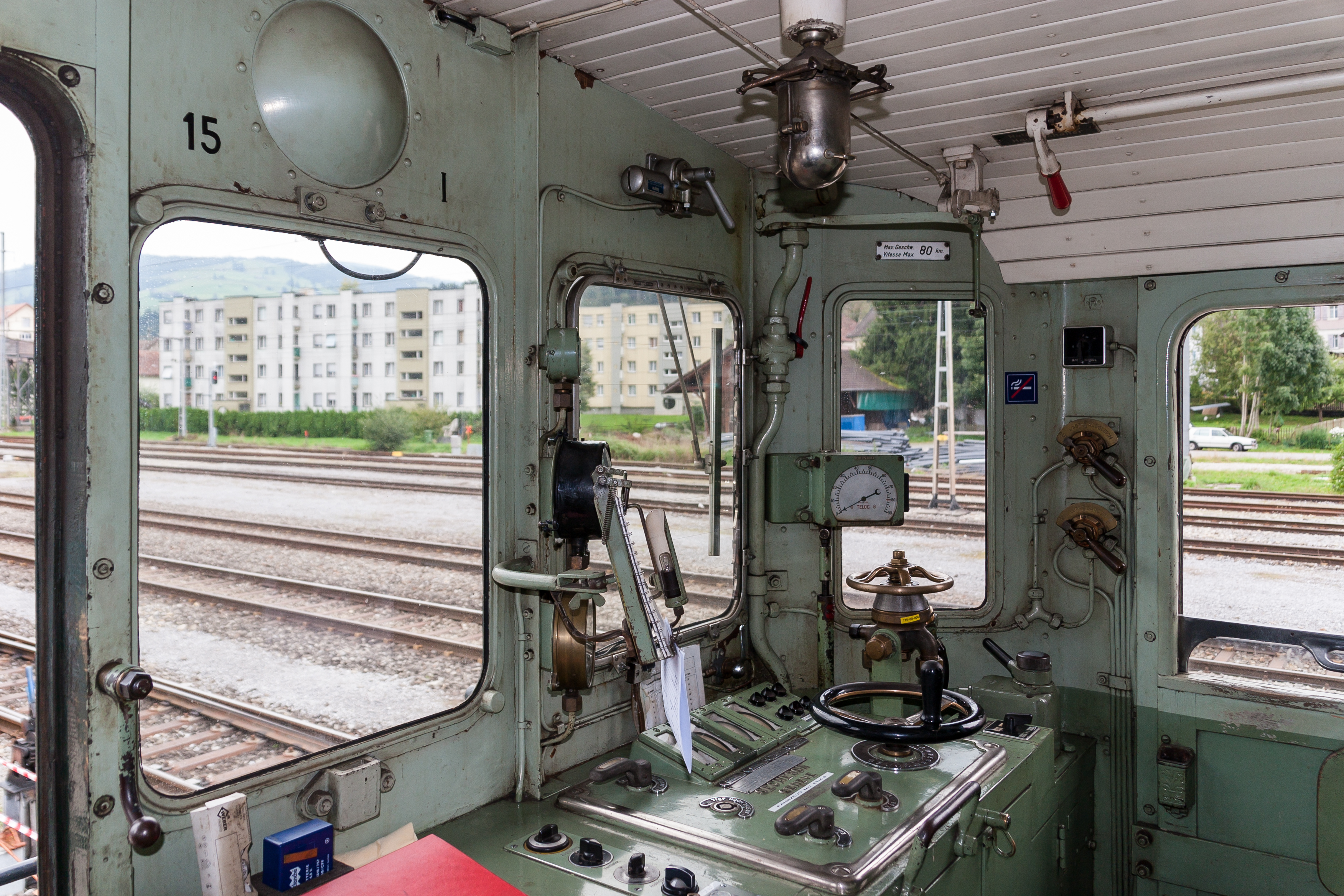
Führerstand der Be 4/4 15 der BT, Baujahr 1931/32

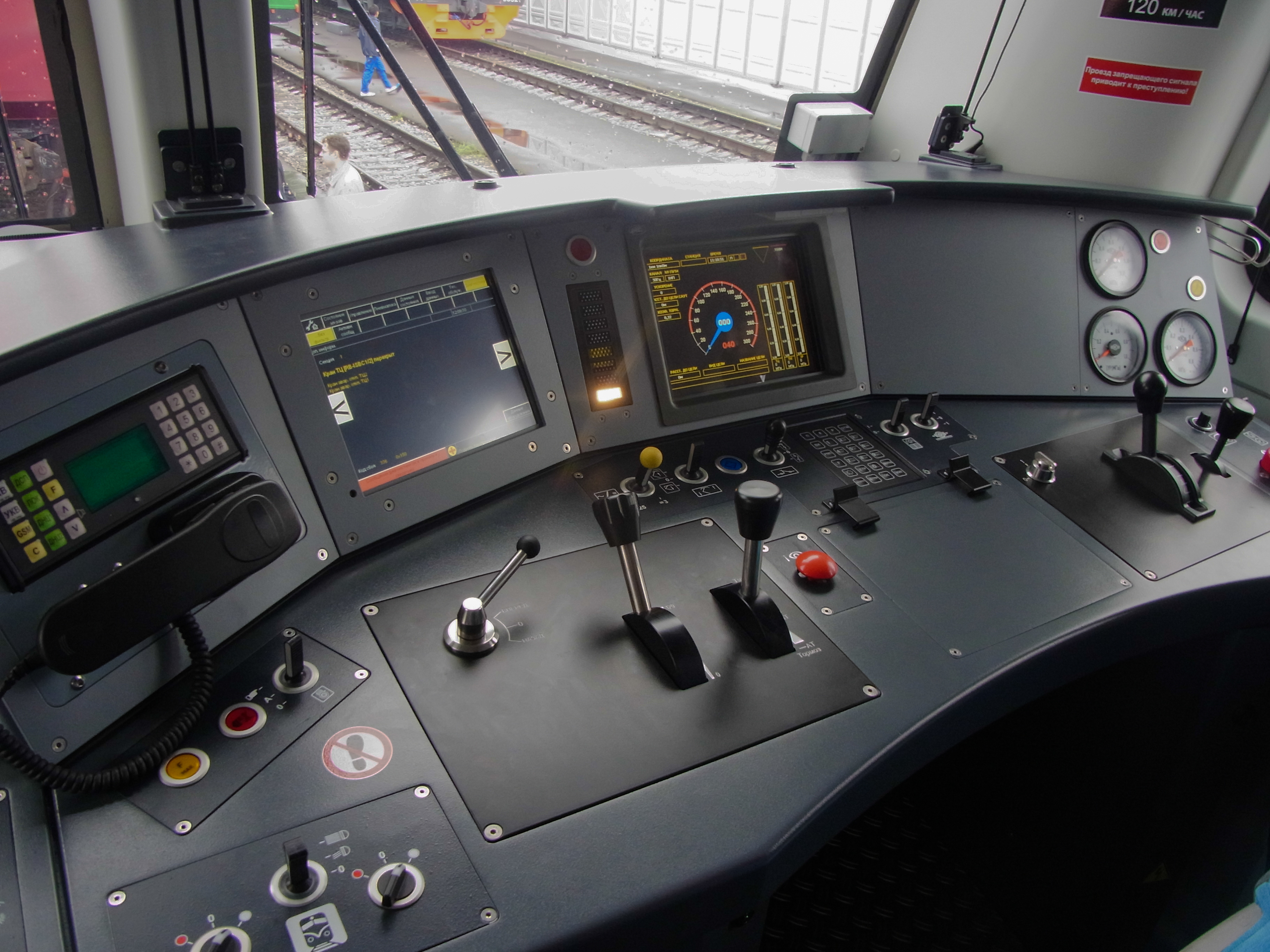
Führerstand einer modernen Elektrolokomotive (Russische 2EV120)

Elektrolokomotiven werden von über dem Gleis angeordneten Oberleitungen oder seltener über Stromschienen mit Energie versorgt, die von auf dem Dach oder bei Stromschienen seitlich am Laufwerk angeordneten Stromabnehmern auf das Fahrzeug übertragen wird. Somit muss die benötigte Energie nicht im Fahrzeug mitgeführt werden, wie es bei Dampf- und Diesellokomotiven der Fall ist.
Die externe elektrische Energieversorgung hat den Vorteil, dass Elektrolokomotiven selbst keine Abgase ausstoßen, aber den Nachteil, dass sie nur dort eingesetzt werden können, wo eine Stromversorgung vorhanden ist. Des Weiteren ist es ein Vorteil, dass Elektromotoren bereits beim Anlaufen das volle Drehmoment entwickeln, während Verbrennungsmotoren unter Last gar nicht anlaufen können. Zusätzlich erreicht eine elektrische Lokomotive bei gleichen Fahrzeugmaßen die etwa zweieinhalbfache Leistung einer Diesellokomotive. Dadurch können Elektrolokomotiven schneller beschleunigen bzw. schwerere Züge bespannen als Diesel- und Dampflokomotiven. Weil natürlich die Art und Weise der Stromerzeugung keinen Einfluss auf die Elektrolokomotiven hat, haben sich Elektrolokomotiven zuerst in Ländern und Regionen verbreitet, in denen die Verwendung von Elektrizität durch z. B. Wasserkraftwerke weit günstiger ist als die Verwendung von Kohle oder Diesel. Die Schweiz, Österreich und Norwegen sind Länder, in denen diese Voraussetzung zutrifft. Die bessere Beschleunigung sowie das bessere Verhältnis von Leistung zu Masse sowie Probleme mit Abgasen in Tunnels trugen ebenfalls zu einer früheren Verbreitung der elektrischen Antriebsweise in diesen gebirgigen Ländern bei.
Manche Bauarten von Triebzügen werden von elektrischen Triebköpfen angetrieben, die an der Zugspitze und/oder am Zugende laufen und im Regelbetrieb nicht von den Wagen getrennt werden. Hierbei handelt es sich technisch weitgehend um elektrische Lokomotiven. Der Unterschied besteht lediglich in der Ausstattung mit nur einem Führerstand und den Kupplungs- und Übergangseinrichtungen zu den Mittelwagen. Beispiele für moderne Elektrotriebzüge mit Triebköpfen sind die ersten beiden Generationen der ICE (ICE 1 und ICE 2), die spanischen Triebzüge der Baureihen 102 und 130, die erste Serie der S-Bahnen Zürich sowie die französischen TGV-Züge. Bei Letzteren ist allerdings bei manchen Baureihen (TGV Sud-Est, Eurostar) zusätzlich auch das erste Drehgestell des direkt hinter dem Triebkopf laufenden Mittelwagens angetrieben.
Weltweit waren 2021 ungefähr 55 000 Elektrolokomotiven in Betrieb. China Railway ist die größte Betreiberin elektrischer Lokomotiven und besitzt eine Flotte von 16 000 Stück, danach folgen die Bahnen der GUS-Staaten mit gut 15 000 Stück, die Bahnen des restlichen Europas mit 14 000 Stück und Indian Railways mit ungefähr 7200 Lokomotiven.
In den Jahren 2017 bis 2021 wurden in Europa 1350 Elektrolokomotiven ausgeliefert. Der größte Marktanteil hatte Siemens mit ungefähr 770 Lokomotiven, hauptsächlich Siemens Vectron, gefolgt von Alstom mit der übernommenen Bombardier mit ungefähr 420 Lokomotiven mit der Bombardier-Traxx-Plattform und der Alstom-Prima-Plattform. China baut pro Jahr ungefähr 400 Lokomotiven, Indien baut in vier verschiedenen Werken deren 600, davon der größte Teil als WAG-9.

## Geschichte

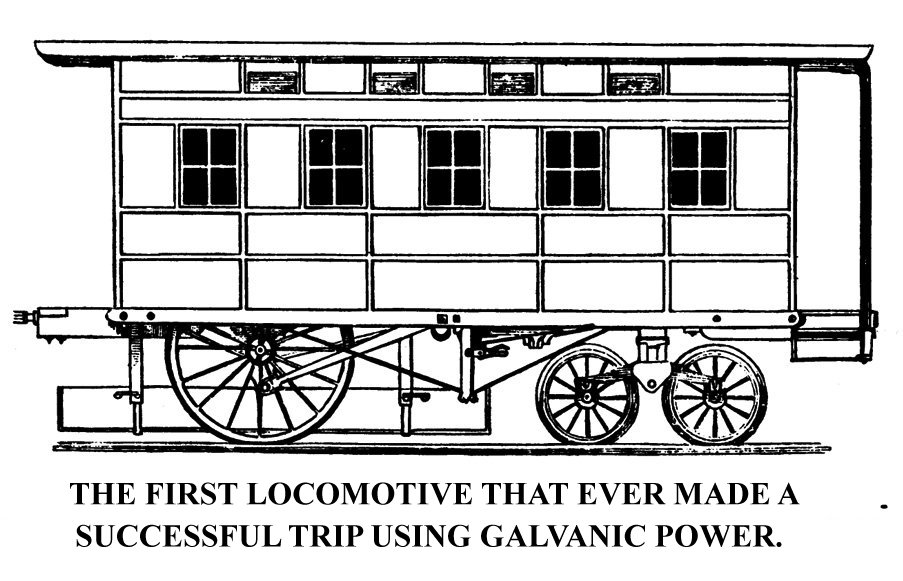
Die batteriebetriebene Lokomotive von Charles Page (1851)

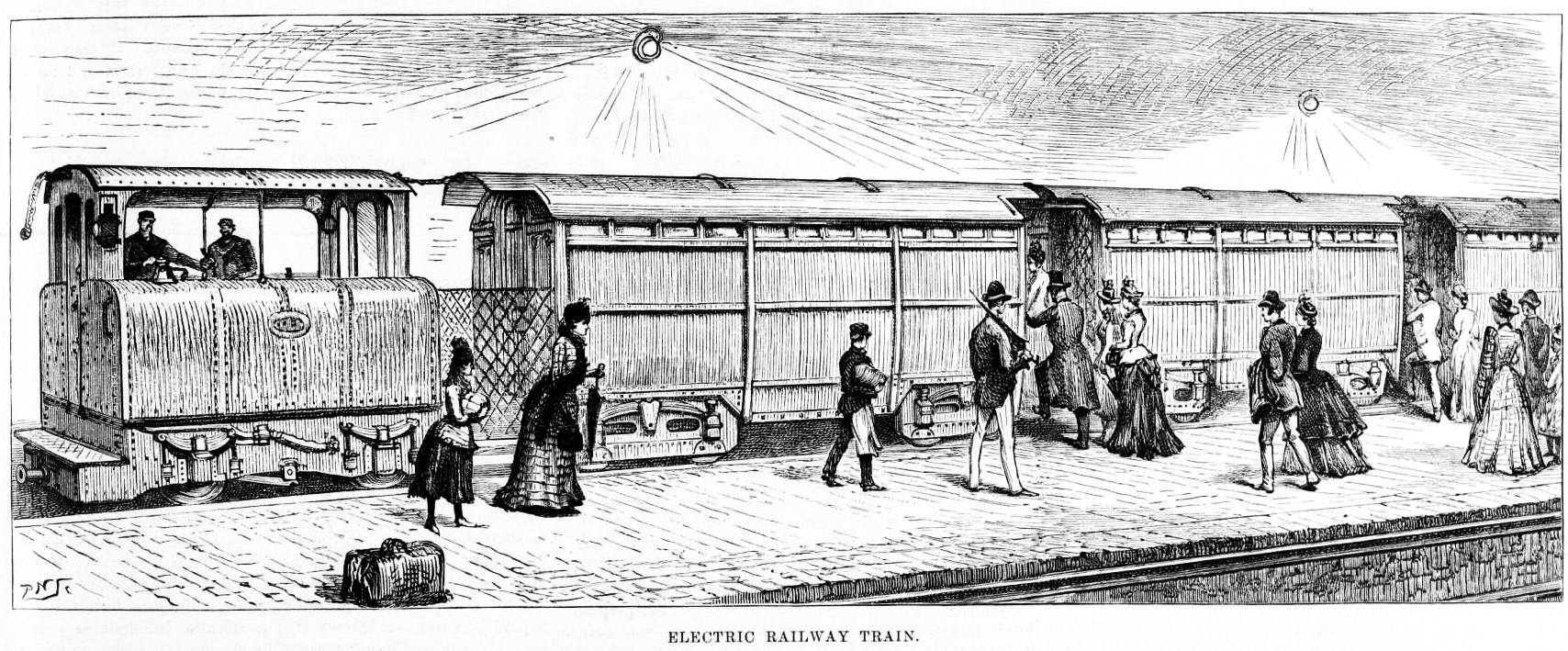
Elektrolok-bespannter Zug der City and South London Railway (1890)

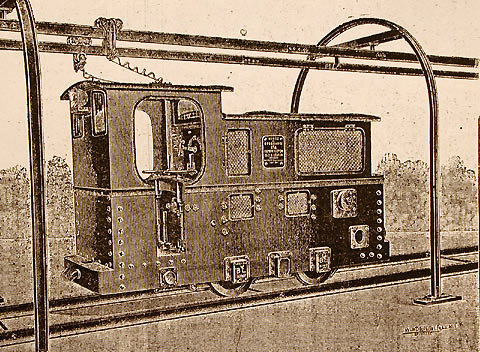
Grubenlok in Godbrange, Frankreich, 1897

- Eine frühe experimentelle elektrische Schienenbahn wird Thomas Davenport, einem Schmied aus Vermont, USA, zugeschrieben. Er führte 1835 ein kleines, von einem elektrischen Motor betriebenes Modell einer Schienenbahn vor.
- Der Schotte Robert Davidson baute 1842 die elektrische Lokomotive Galvani, die bei Probefahrten auf der Edinburgh and Glasgow Railway eine Geschwindigkeit von 6,4 km/h erreichte.
- Der US-amerikanische Patentamtsangestellte Charles Grafton Page (1812–1868) begann 1850 den Bau einer elektrischen Lokomotive. Deren 15 Kilowatt starker „Kolben“-Motor bestand aus zwei Spulen mit darin eingelassenen Stabankern. Diese wurden durch wechselweises Einschalten der Spulen wie in einer Kolbendampfmaschine hin und her bewegt. Diese Kolbenbewegung wurde mit einer Kurbelstange auf die Treibräder eines dreiachsigen Wagens übertragen.
- 1840 ließ der in Fischbach bei Bad Schwalbach geborene Johann Philipp Wagner einen kleinen mit einem Elektromotor getriebenen Wagen mit Anhänger auf einem Schienenkreis von 20 Metern Umfang fahren. Er wurde daraufhin beauftragt, eine funktionsfähige große „elektromagnetisch getriebene“ Lokomotive zu bauen und ein Betrag von 100 000 Gulden wurde ihm dafür zur Verfügung gestellt. Er scheiterte jedoch an der Umsetzung, angeblich mangels Kenntnissen über den Zusammenhang von Batteriekapazität und Antriebsleistung.[4]
- Das Unternehmen von Werner Siemens baute 1879 für die Berliner Gewerbeausstellung eine zweiachsige Elektrolokomotive, die auf einem 300 Meter langen Rundkurs drei Wagen mit je sechs Personen ziehen konnte. Sie gilt als erste praxistaugliche Elektrolokomotive.
- Bei den meisten frühen kommerziell betriebenen elektrischen Bahnen wurden zunächst straßenbahnartige Triebwagen verwendet, so beispielsweise 1881 bei der von Siemens & Halske gebauten ersten elektrischen Straßenbahn zur Hauptkadettenanstalt in Groß-Lichterfelde bei Berlin, der 1895 in Betrieb genommenen ersten deutschen elektrischen Vollbahn Meckenbeuren-Tettnang im damaligen Königreich Württemberg und weiteren Bahnen.
- Die erste Elektrolokomotive, die im Dauerbetrieb zum Einsatz kam, war die 1882 von Siemens & Halske für die Königlichen Steinkohlenwerke Zauckerode (Freital) gefertigte Grubenlokomotive „Dorothea“. Sie nahm am 25. August 1882, auf 620 Metern Streckenlänge, ihren Dienst auf und war dort bis 1927 in Betrieb. Hier sammelte man Erfahrungen u. a. mit verschiedenen Stromabnehmern und Anfahrwiderständen.
- Ab 1890 wurden in bemerkenswertem Umfang elektrische Lokomotiven eingesetzt, und zwar auf den Kleinprofilstrecken der U-Bahn von London. Vor allem der begrenzte Querschnitt der im Schildvortrieb aufgefahrenen Tunnel erzwang hier vorerst die Abkehr von Triebwagen und das Vorspannen des Antriebs in einem separaten Fahrzeug an der Spitze des Zuges. Die City and South London Railway setzte hier die ersten elektrisch betriebenen Züge mit Lokomotivbespannung ein. Bis 1935 fuhren in London lokomotivbespannte Röhrenbahnzüge.
- 1895 nahm die erste Elektrolokomotive in Regelspur den Betrieb auf. Die von General Electric gebaute Lokomotive der LE-1-Klasse wurde von der Baltimore and Ohio Railroad verwendet, um Reisezüge durch den Stadttunnel von Baltimore zu befördern. Auf dieser Strecke konnten wegen der Rauchbelästigung keine Dampflokomotiven eingesetzt werden.
- 1901–1903 wurden von der Studiengesellschaft für Elektrische Schnellbahnen auf der Militäreisenbahn zwischen Marienfelde und Zossen Schnellfahrversuche durchgeführt. Der benötigte Drehstrom wurde den Fahrzeugen von Siemens und AEG über eine seitliche, dreipolige Fahrleitung zugeführt. Ein Schnellbahnwagen der AEG erreichte am 28. Oktober 1903 eine Geschwindigkeit von 210,2 km/h und damit den Rekord für Landfahrzeuge, der 28 Jahre lang nicht gebrochen wurde.
- 1902 Eröffnung des Drehstrombetriebes durch Rete Adriatica auf der Veltlinbahn in Oberitalien. Dies ist die erste elektrisch betriebene Hauptbahn der Welt. Die Lokomotiven stammten von Ganz in Budapest.
- 1903 nimmt die Erzbahn Chemin de fer de La Mure den elektrischen Betrieb auf. Der Gleichstrom wird der Lokomotive mit der modernen Achsfolge Bo’Bo’ über eine doppelpolige Fahrleitung mit +1200 Volt und −1200 Volt zugeführt. Die Bahn wird erst 1950 auf normale Einfachfahrleitung mit 2400 Volt umgestellt.
- 1904 ging die schmalspurige Stubaitalbahn von Innsbruck bis Fulpmes als erste Einphasenwechselstrombahn der Welt in Vollbetrieb (3000 V, 50 Hz).
- 1905 nimmt die Ammergaubahn die ersten Einphasenwechselstromriebwagen (LAG 674–677) und einige Wochen später die erste Lokomotive (LAG 1, spätere Baureihe E 69 der Deutschen Reichsbahn) in Betrieb. Die Spannung betrug 5,5 kV bei 16 2⁄3 Hz. Die Umstellung auf die übliche Spannung von 15 kV erfolgt erst 1950.
- Von 1905 bis 1909 wurde beim Einphasenwechselstrom-Versuchsbetrieb Seebach–Wettingen in der Schweiz erstmals die Spannung von 15 Kilovolt eingesetzt. Zu Beginn wurde bei diesen Versuchen mit einer Frequenz von 50 Hz gefahren. Dabei wurde in der als Umformerlokomotive bezeichneten Lokomotive ein rotierender Umformer eingesetzt, der den Wechselstrom aus der Fahrleitung in Gleichstrom umwandelte. Mit diesem wurden die Fahrmotoren betrieben. Im weiteren Verlauf des Versuchsbetriebs wurde die Frequenz auf 15 Hz gesenkt. Damit konnte auf den Umformer verzichtet werden und die Bahnmotoren wurden mit Wechselstrom betrieben. Zudem wurden die Störungen im Telefonnetz behoben.
- 1906 wurde der Drehstrombetrieb auf der Strecke durch den Simplontunnel aufgenommen.
- 1907 wurde in Hamburg die Hamburg-Altonaer Stadt- und Vorortbahn (heute S-Bahn) mit Einphasenwechselspannung von 6,3 kV und 25 Hz eröffnet
- 1907 nahm die Maggiatalbahn in der Südschweiz den Betrieb mit Einphasenwechselspannung von 5 kV und 20 Hz auf. Die Motoren der Triebwagen BCFe 4/4 wurden nach dem Vorbild der Versuchsstrecke Seebach–Wettingen direkt mit Wechselstrom betrieben.
- 1910 eröffnete die Berner Alpenbahn-Gesellschaft Bern–Lötschberg–Simplon (BLS) ihre Versuchsstrecke Spiez–Frutigen mit Einphasenwechselspannung von 15 kV und 15 Hz, siehe BLS F 2x3/3.
- 1911 die österreichische Mariazellerbahn nimmt den elektrischen Betrieb auf mit Einphasenwechselapannung von 6,5 kV und 25 Hz auf.
- 1911 Eröffnung des Betriebes auf der Strecke Dessau–Bitterfeld. Erste elektrische Vollbahn in Deutschland, vorerst mit 10 kV und 15 Hz.
- 1912 wurde die aus Karwendel- und Außerfernbahn bestehende Mittenwaldbahn von Innsbruck bis Reutte in Tirol als erste österreichische Vollbahn-Eisenbahnstrecke mit 15 kV und 15 Hz in Betrieb genommen. Mit der Elektrifizierung der Arlbergbahn wurde die Frequenz auf 16 2⁄3 Hz erhöht.
- Im Übereinkommen über ein gemeinsames Bahnstromsystem von 1912 einigten sich Deutschland, Österreich, die Schweiz, Schweden und Norwegen auf ein gemeinsames Bahnstromsystem mit Einphasenwechselspannung von 15 Kilovolt und einer Frequenz von 16 2⁄3 Hertz.
- 1913 Aufnahme des durchgehenden elektrischen Betriebs auf der Bern-Lötschberg-Simplon-Bahn (BLS) mit 15 kV und 16 2⁄3 Hz.
- Im gleichen Jahr eröffnete die Rhätische Bahn ihre Engadiner Linie auch mit 16 2⁄3 Hz, aber mit einer Spannung von 11 kV.
- 1914 Eröffnung der Pressburger Bahn mit 15 kV und 16 2⁄3 Hz auf der Überlandstrecke.
- Der Erste Weltkrieg brachte die Fortschritte zum Stillstand. 1920 Aufnahme des elektrischen Betriebes auf der Gotthardbahn. Die Elektrifizierung dieser Strecke drängte sich auf, damit die Schweiz während Krisenzeiten weniger von Kohlenimporten aus den Nachbarländern abhängig wurde.
- 1925 Aufnahme des elektrischen Betriebs auf der Arlbergbahn (Steigung bis 34 ‰, viele und lange Tunnel, Abhängigkeit von Kohleimporten, reichlich Wasserkraft vorhanden)[5]

## Elektrischer Teil

### Hauptstromkreis
Alle Leitungen und Geräte, welche die elektrische Antriebsenergie einer Elektrolokomotive weiterleiten und beeinflussen, sind Teil des Hauptstromkreises. Den Hauptstromkreis kann man je nach Triebfahrzeug wiederum in den Oberspannungskreis (auch Oberstrom- oder Hauptspannungskreis genannt) und den Motorstromkreis unterteilen. Die Trennung zwischen den beiden Kreisen stellt bei Wechselstromlokomotiven im Allgemeinen der Haupttransformator dar. Da reine Gleichstromlokomotiven keinen Transformator haben, ist bei diesen Lokomotiven eine exakte Trennung zwischen Oberspannungs- und Motorstromkreis oft nicht möglich.

#### Oberspannungskreis
Der Oberspannungskreis wird von hochgespanntem Strom aus der Fahrleitung durchflossen. In der Regel sind die folgenden Geräte und Leitungen Bestandteil des Oberspannungskreises von Wechselstromlokomotiven:
- Stromabnehmer
- Oberspannungswandler
- Systemwahlschalter
- Überspannungsableiter
- Dachtrenner
- Dachleitungen
- Hauptschalter
- Dachdurchführungen
- Oberstromwandler
- Primärwicklung des Haupttransformators
- Erdungseinrichtungen

Gleichstromlokomotiven sind im Oberspannungskreis prinzipiell ähnlich strukturiert, jedoch ohne den Haupttransformator. Außerdem werden bei Gleichstromlokomotiven die Hauptschalter teilweise Schnellschalter genannt. Im Detail unterscheiden sich die in Wechselstromlokomotiven eingesetzten Geräte von denjenigen in Gleichstromlokomotiven. Dies liegt unter anderem an dem Umstand, dass in Gleichstromnetzen die Nennspannung in der Regel deutlich geringer ist als in Wechselstromnetzen und deswegen, bei gleicher Leistung, die Ströme deutlich größer sind. Dementsprechend größer müssen die stromführenden Querschnitte dimensioniert werden. Bei Wechselstromlokomotiven hingegen müssen aufgrund der höheren Spannung größere Abstände eingehalten werden, um Überschläge zu verhindern.
Mehrsystemlokomotiven oder Lokomotiven, die in Netzen mit unterschiedlicher Wippenbreite verkehren, sind in der Regel mit verschiedenartigen Stromabnehmern ausgestattet. Je nach Netz wird der passende Stromabnehmer gehoben. Bis zu vier Stromabnehmer sind auf den entsprechenden Fahrzeugen vorgesehen. Dabei sind immer zwei paarweise, mit den Wippen zueinander, angeordnet. Diese Anordnung wird gewählt, um die Wippen, wie bei allen Drehgestelllokomotiven, möglichst an die vertikale Drehachse der Drehgestelle und damit der Gleisachse anzunähern. Dadurch wird ein seitliches Verschwenken der Stromabnehmer im Bogen im Bezug auf die Gleisachse weitestgehend verhindert.
In Netzen mit schmäleren Wippenbreiten (z. B. Schweiz) müssen in der Regel die Stromabnehmer mit breiteren Wippen geerdet werden.

#### Motorstromkreis
Der Motorstromkreis wird von dem Strom durchflossen, der den Fahrmotoren zugeführt wird. Dazu gehören bei Wechselstromlokomotiven u. a. folgende Leitungen und Geräte:
- Sekundärwicklung des Haupttransformators
- Leistungssteuerung
- Fahrmotortrenner
- Fahrtrichtungswender
- Fahrmotor

Bei Gleichstromlokomotiven ist der Oberspannungskreis in der Regel direkt mit der Leistungssteuerung verbunden.

### Fahr- und Leistungssteuerung
Unter Leistungssteuerung versteht man bei Elektrolokomotiven die Beeinflussung bzw. Steuerung von Zugkraft, Bremskraft, Geschwindigkeit und Fahrtrichtung.

#### Fahrtrichtungssteuerung
Bei Elektrolokomotiven mit Kommutatormotoren wird zur Änderung der Fahrtrichtung das Fahrmotorständerfeld mithilfe eines Fahrtrichtungswenders umgepolt. Bei der Verwendung von Drehstrommotoren muss zur Änderung der Fahrtrichtung die Drehrichtung des rotierenden Feldes geändert werden.

#### Fahrsteuerung bei Gleichstromfahrzeugen

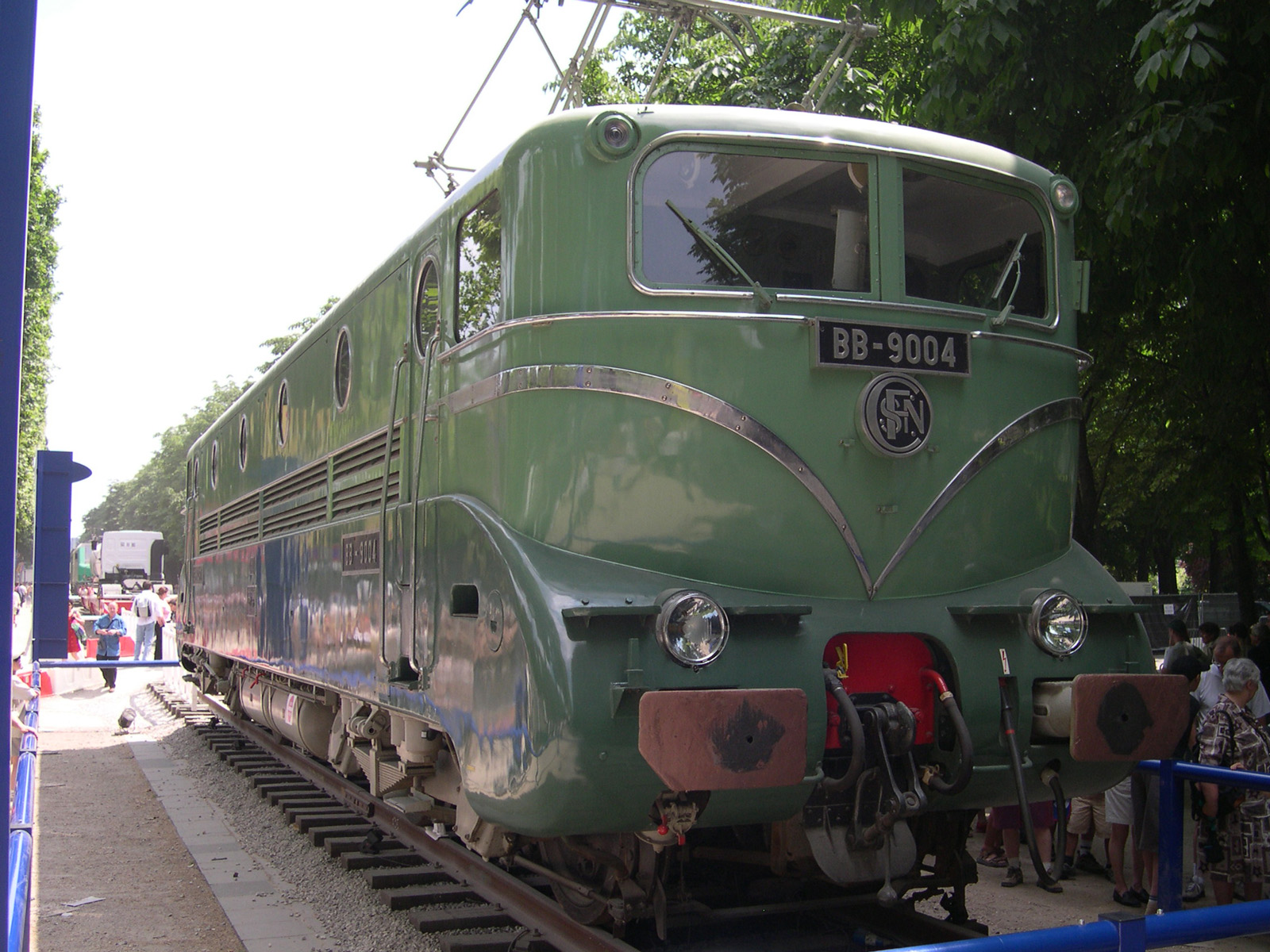
Gleichstromlokomotive BB 9004 der SNCF, erreichte 1955 die Rekordgeschwindigkeit von 331 km/h

##### Antrieb durch Reihenschlussmotoren
Bei Reihenschluss-Fahrmotoren wurden früher beim Anfahren Widerstände (Anfahrwiderstände) vorgeschaltet, die mit einem Schaltwerk stufenweise kurzgeschlossen wurden. Solange die Vorwiderstände eingeschaltet sind, wird ein Teil der Energie in der Lokomotive in Wärme umgewandelt, sodass der Betrieb unwirtschaftlich ist. Praktisch ist das nur beim Anfahren im unteren Geschwindigkeitsbereich der Fall. Weitere Fahrstufen ergeben sich durch die Nutzung der Feldschwächung. Es wird dabei teilweise die Feldwicklung kurzgeschlossen, so dass der Fahrmotor bei kleiner werdendem Drehmoment höhere Drehzahlen erreichen kann. Bei Fahrzeugen mit mehreren Motoren ermöglichen Gruppierungsschaltungen eine verlustlose, grobstufige Steuerung der Fahrmotoren. Dazu werden diese bei niedrigen Geschwindigkeiten in Reihe bzw. Serie, bei höheren Geschwindigkeiten parallel geschaltet. Es entsteht durch die verschiedenen Schaltungsmöglichkeiten bei vier respektive sechs Fahrmotoren eine wesentlich größere Zahl von verlustfreien Fahrstufen.
Anstelle der stufenweisen Steuerung mit Vorwiderständen werden heute Chopper-Steuerungen eingesetzt, die eine nahezu verlustfreie Leistungsregelung erlauben. Weitere Vorteile sind der Wegfall des Verschleißes der Schalter. Die Chopper-Steuerung schaltet die Betriebsspannung mit einem Rhythmus im Niederfrequenz-Bereich ein- und aus. Ist die Spannung ausgeschaltet, fließt der Strom über einen weiteren, den Motor kurzschließenden Schaltzweig aufgrund der Motor-Induktivität weiter. Der Tastgrad (Pulsdauermodulation) des Schalters bestimmt den Strom. Im Motor entstehen bei Chopper-Betrieb etwas höhere Verluste (Eisenverluste) und die Isolierung wird wegen der Spannungssprünge stärker belastet.

##### Antrieb durch Drehstrommotoren
Durch Leistungselektronik wurde es möglich, den aus dem Netz entnommenen Gleichstrom in einen spannungs- und frequenzvariablen Drehstrom umzurichten. Dadurch wurde der Einsatz von Drehstrommotoren möglich, die hierdurch auch bei niedrigen Drehzahlen hohe Drehmomente entwickeln können. Drehstrommotoren sind gegenüber Gleichstrommotoren wartungsärmer, es entfällt der Bürstenverschleiß. Je nach Fahrdrahtspannung werden Traktionsstromrichter mit Gleichstromsteller, Zwischenkreis und Wechselrichter verwendet oder der aus dem Netz entnommene Gleichstrom wird direkt vom Wechselrichter in Drehstrom umgerichtet.

#### Fahrsteuerung bei Wechselstromfahrzeugen

##### Antrieb durch Reihenschlussmotoren

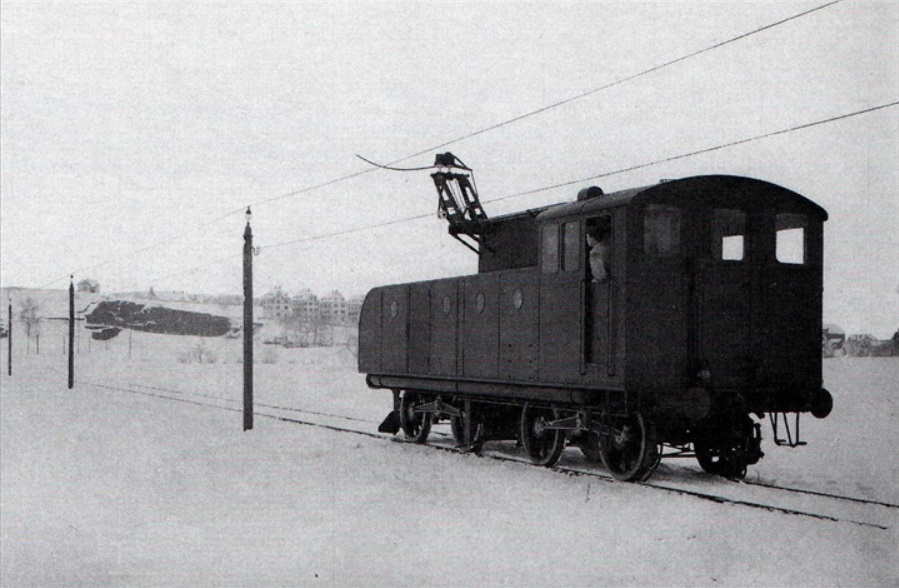
Im Versuchsbetrieb Seebach–Wettingen in der Schweiz wurde die Tauglichkeit von Einphasenwechselstrom mit hoher Spannung für den Bahnbetrieb über lange Strecken nachgewiesen.

Bei Elektrolokomotiven für Wechselstrom mit tiefen Frequenzen wie zum Beispiel 16,7 Hz können Einphasen-Reihenschlussmotoren verwendet werden. Die Spannung der Fahrmotoren wird durch einen Stufenschalter am Haupttransformator (Schaltwerk) geregelt. Dieser besteht aus einem Fahrschalter, mit dem einzelne Abgriffe der Transformatorspulen von Hand direkt oder über elektromechanische Schalter angesteuert werden. Das Schaltwerk war zu Anfang üblicherweise auf der Niederspannungsseite des Transformators angeordnet. Hohe Ströme konnten besser geschaltet werden als hohe Spannungen. Im Zug der Entwicklung entstanden mit besserer Isolation später auch Hochspannungssteuerungen mit dem Schaltwerk auf der Oberspannungsseite des Haupttransformators.
Bei Verwendung von Wechselstrom mit Frequenzen von 50 oder 60 Hz, wie sie auch im Stromnetz der Schweizerischen Landesversorgung benutzt werden, ist die Verwendung von Einphasen-Reihenschlussmotoren wegen Bürstenfeuers kaum möglich. Der Strom wird durch Gleichrichter in Gleichstrom gewandelt. Die Fahrmotoren waren Wellenstrom-Motoren oder Mischstrom-Motoren, die speziell für die Verarbeitung des welligen Gleichstroms ausgelegt werden mussten. Insbesondere mussten sie geblechte Statorpakete haben; da dies ohnehin der Fall ist, entfallen die Unterscheidungen.
Anstelle des Schaltwerks kann zur Regelung der Fahrmotorspannung auch eine Phasenanschnittsteuerung eingesetzt werden. Diese Technik ermöglicht eine stufenlose Regelung, bereitete aber in den Anfängen Probleme wegen des im Vergleich zu Stufenschalter-Lokomotiven höheren Stör-Frequenzspektrums der Fahrleitungsströme, was zu Störungen an Signalanlagen führte. Aktuell können Umrichter auch im Vier-Quadranten-Betrieb eingesetzt werden (Vorwärts, Rückwärts, Nutzbremse) und speisen in das rückspeisefähige Netz Bremsenergie, die der als Generator arbeitende Motor bereitstellt.

##### Antrieb durch Drehstrommotoren

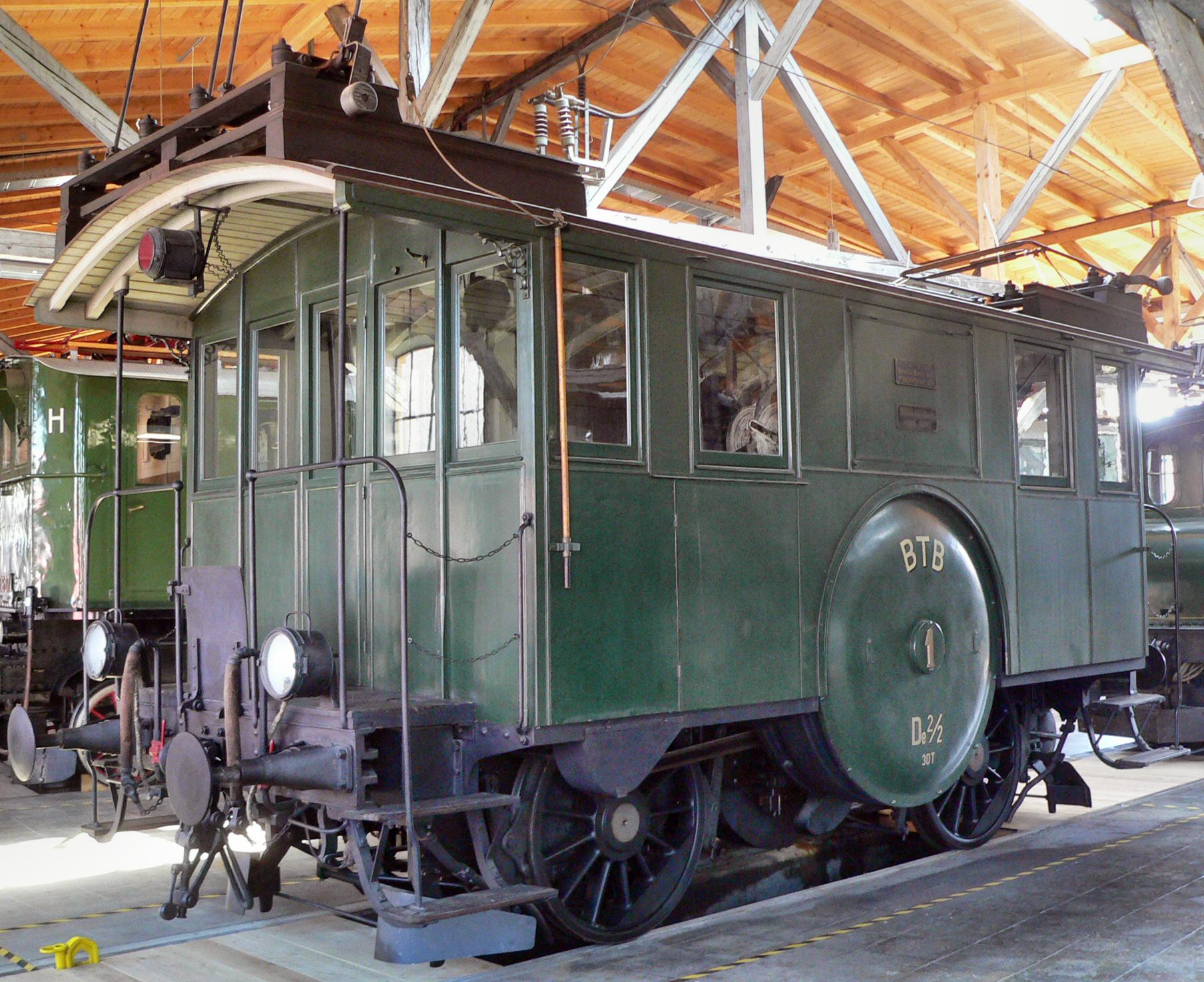
E2E der Burgdorf-Thun-Bahn

Die E2E der Burgdorf–Thun-Bahn waren die ersten Drehstromlokomotiven für den Vollbahnbetrieb der Welt. Für Lokomotiven, die Drehstrom aus der Fahrleitung beziehen, wurden in der Regel Asynchronfahrmotoren mit Schleifringläufer verwendet. Die Leistungssteuerung erfolgte durch Einschalten von zusätzlichen Widerständen in den Läuferkreis, die bei der Anfahrt stufenweise kurzgeschlossen wurden, sowie durch Umschaltung der Polzahl der Motoren unter Anwendung der Dahlanderschaltung. Es waren somit nur zwei oder vier wirtschaftliche Geschwindigkeitsstufen möglich.
Heutige Elektrolokomotiven bedienen sich moderner energiesparender Leistungselektronik. Bei Wechselstromfahrzeugen ist vor dem Stromrichter noch ein Transformator mit festem Übersetzungsverhältnis angeordnet, der die Spannung auf einen tieferen Wert setzt und die Anpassung an die verschiedenen Nennspannungen der Wechselstromsysteme vornimmt. Sie besitzen nur noch einen Transformator mit wenigen festen Abgriffen, an denen die Traktionsstromrichter (meist einer pro Drehgestell oder einer pro Fahrmotor) angeschlossen sind. Diese formen den zugeführten einphasigen Wechselstrom in einen Dreiphasenwechselstrom mit variabler Frequenz um, welcher die kommutatorlosen und wartungsarmen Drehstromfahrmotoren versorgt.

#### Fahrsteuerung bei Mehrsystemfahrzeugen
Mehrsystemlokomotiven können mit unterschiedlichen Bahnstromsystemen fahren. Damit ist ein grenzüberschreitender Verkehr ohne zeitraubenden Lokomotivwechsel möglich. Unterschiedliche Spannungen können in Wechselstromnetzen mit mehreren Anschlüssen an der Primärseite des Haupttransformators gehandhabt werden. Zweisystemlokomotiven für eine Gleich- und eine Wechselspannung erhielten einen Transformator mit fester Übersetzung und nachgeschaltetem Gleichrichter. Bei unterschiedlichen Netzfrequenzen und/oder bei Fahrten in Wechsel- und Gleichstromnetzen wurden in der Vergangenheit häufig Gleichstrom- oder Mischstrommotoren als Fahrmotor verwendet. Dabei wurde der durch den Transformator niedergespannte Wechselstrom mithilfe eines Gleichrichters umgewandelt.
Heutige Mehrsystemlokomotiven bedienen sich moderner Leistungselektronik. Unabhängig von der verwendeten Stromart wird die zugeführte Energie auf dem Fahrzeug in Dreiphasenwechselstrom umgewandelt und Asynchronfahrmotoren zugeführt.

#### Elektrodynamische Bremsung
Neben den mechanischen Bremsen nutzen viele elektrische Lokomotive die Möglichkeit ihre Fahrmotoren beim Bremsen als Generator zu nutzen. Wird die dabei erzeugte Energie durch sogenannte Bremswiderstände in Wärme umgewandelt, spricht man von einer Widerstandsbremse. Wird die elektrische Energie zurück ins Streckennetz gespeist, so bezeichnet man diese als Nutzbremse. Voraussetzung hierfür ist ein aufnahmefähiges Fahrleitungsnetz, d. h. die erzeugte elektrische Energie muss durch einen anderen Verbraucher im selben Speiseabschnitt verbraucht werden. Alternativ muss die Energiezuführung des Speiseabschnitts in der Lage sein, die elektrische Energie in einen anderen Speiseabschnitt weiterzuleiten bzw. in das öffentliche Stromnetz einzuspeisen.

### Hilfsbetriebe
Die Hilfsbetriebe sind Einrichtungen auf Elektrolokomotiven, die der Versorgung des elektrischen Bordnetzes, der Speicherung von elektrischer Energie in Akkumulatoren, der Druckluftversorgung und der Kühlung der Anlagen dienen.
Zur Versorgung des elektrischen Bordnetzes moderne Elektrolokomotiven in der Regel mit einem separaten, kleineren Stromrichter, dem  Hilfsbetriebeumrichter, ausgestattet, der die angeschlossenen Hilfsbetriebe mit Dreiphasenwechselstrom versorgt. Dieser Stromrichter wird bei Gleichstromlokomotiven häufig direkt über die Fahrleitung mit elektrischer Energie versorgt; bei Wechselstromlokomotiven erfolgt die Spannungsversorgung meist über eine eigene Transformatoranzapfung. Die Ausgangsfrequenz des Hilfsbetriebestromrichters wird je nach Leistungsbedarf der daran angeschlossenen Lasten geregelt. Bei älteren Lokomotiven wurden die Hilfsbetriebe vor allem beim Gleichstromfahrzeugen direkt durch das Bahnstromnetz versorgt, während bei Wechselstromfahrzeugen die Versorgung in der Regel über den Haupttransformator oder einen rotierenden Umformer erfolgte.
Neben dem Hilfsbetriebe-Bordnetz sind Elektrolokomotiven mit Akkumulatoren ausgestattet, die eine von der Fahrleitung unabhängige Energieversorgung gewährleisten. Diese versorgen wichtige Steuerstromkreise, die Sicherheitsfahrschaltung, Zugbeeinflussungssysteme, das Sende- und Empfangsgerät des Zugfunk, die Signal- und Fahrzeuginnenbeleuchtung, den Hilfsluftpresser, sowie bei einigen Fahrzeugen mit fahrdrahtunabhängiger elektrodynamischer Bremse den Bremswiderstandslüfter. Die Akkumulatoren werden von einem Ladegerät geladen, welches wiederum aus dem Hilfsbetriebe-Bordnetz, aus einer passenden Transformatoranzapfung oder von einem separaten Umformer versorgt wird. Typische Akkumulator-Nennspannungen sind beispielsweise in Europa 24, 48 oder 110 V und in den USA 72 V.
Zur Gewährleistung der Druckluftversorgung sind Elektrolokomotiven mit Luftverdichter, auch Luftpresser oder Kompressor genannt, ausgestattet. Dieser versorgt die Druckluftbremsen, die pneumatischen Geräte des Fahrzeugs und die pneumatischen Geräte des Wagenzugs mit Druckluft. Pneumatische Geräte des Fahrzeugs sind beispielsweise die Hebevorrichtung der Stromabnehmer und elektropneumatische Schütze. Im Wagenzug sind beispielsweise die Außentüren oder die Luftfederung Druckluftverbraucher, die durch die Lokomotive versorgt werden müssen. Neben dem Hauptluftpresser sind Elektrolokomotiven häufig mit einem Hilfsluftpresser ausgestattet, der es ermöglicht, bei einer abgerüsteten Lokomotive den Stromabnehmer zu heben und den Hauptschalter einzuschalten. Der Hilfsluftpresser wird durch die Akkumulatoren mit elektrischer Energie versorgt. Noch bis in die 1940er-Jahre wurden dafür Handpumpen eingebaut. Wird anstatt einer Druckluftbremse eine Saugluftbremse verwendet, muss die Lokomotive mit einer Vakuumpumpe ausgestattet sein.
Zur Abfuhr der Abwärme der elektrischen Anlagen sind Elektrolokomotiven mit Kühleinrichtungen ausgestattet. Gekühlt werden müssen, soweit vorhanden, beispielsweise der Haupttransformator, die Stromrichter, die Fahrmotoren, der Luftverdichter und die restliche Elektronik. Größere Abwärmeerzeuger sind durch eine gesonderten Kühleinrichtung gekühlt. So sind die Haupttransformatoren heute in der Regel ölgekühlt. Hierzu pumpt eine Ölpumpe das Kühlöl aus dem Transformatorkessel durch den Ölkühler (meist ein Öl/Luft-Wärmetauscher) und wieder zurück in den Transformatorkessel. Ein Lüfter saugt dazu Maschinenraum- oder Außenluft an und drückt sie durch den Wärmetauscher, um die Abwärme des Transformators an die Umgebung abzugeben. Bei modernen Elektrolokomotiven mit Leistungselektronik müssen die Stromrichter ebenfalls gekühlt werden. Hierzu dient häufig Kühlwasser, welches in einem Wasser/Luft-Wärmetauscher die Abwärme des Stromrichters an die Umgebung abgibt. Die Fahrmotoren sind meistens luftgekühlt. Die dazu notwendige Kühlluft wird bei selbstbelüfteten Fahrmotoren durch ein auf der Fahrmotorwelle sitzendes Lüfterrad selbst angesaugt. Mit steigenden Leistungsanforderungen an den Fahrmotor ging man zu fremdbelüfteten Systemen über, bei denen separate Fahrmotorlüfter die Kühlluft zur Verfügung stellen. Je nach Fahrzeugtyp kühlt ein Fahrmotorlüfter alle Fahrmotoren oder jeder Fahrmotor hat einen eigenen Fahrmotorlüfter. Wie bei den Fahrmotoren sind die Lüftermotoren in der Regel luftgekühlt und es gibt sowohl selbst- als auch fremdbelüftete Systeme. Um die Geräte und Lüfter vor Verschmutzungen und Beschädigungen zu schützen, ist die Außenluft zu reinigen. Dies geschieht beispielsweise mittels Lüftungsgitter, Zyklonabscheider und/oder Filtermatten.

### Zugstromversorgung
Elektrolokomotiven, die im Personenverkehr eingesetzt werden sollen, stellen häufig für den angehängten Wagenzug die zentrale Energieversorgung zur Verfügung. In Europa hat sich aufgrund der frühen Elektrifizierung und der Ableitung von der anfangs nur für die Zugheizung genutzten einfachen Versorgung eine einpolige Zugsammelschiene durchgesetzt, welche die Gleise als Rückleiter nutzt. In anderen Ländern mit spät begonnener Elektrifizierung oder vorwiegend Dieselbetrieb, wie beispielsweise den USA, hat sich die Zugstromversorgung mit Dreiphasenwechselstrom durchgesetzt. Die Energie für die Zugstromversorgung wird entweder einer Transformatoranzapfung, direkt der Fahrleitung oder einem Umrichter entnommen.
Bevor sich in den Personenwagen die elektrische Heizung durchgesetzt hat, waren auch elektrische Lokomotiven mit Dampferzeugern für Dampfheizungen ausgestattet. Diese Dampferzeuger wurden teils elektrisch, teils durch Verheizen eines Brennstoffs betrieben.

### Schutzeinrichtungen
Zum Schutz des Fahrzeugs sind Elektrolokomotiven u. a. mit folgenden Schutzeinrichtungen ausgestattet:
- Schutz gegen Unter- bzw. Überspannung in der Fahrleitung
- Schutz des gesamten Fahrzeugs gegen Überströme und Kurzschluss
- Überstrom- und Kurzschlussschutz der Motor-, Hilfsbetriebe- und Steuerstromkreise
- Transformatorschutz (u. a. Buchholz-Relais)
- Stromrichterschutz
- Schleuderschutzeinrichtung

Diese Schutzeinrichtungen überwachen betriebs- und funktionsrelevante Größen des Fahrzeugs. Unter- bzw. überschreiten die überwachten Größen einen vorgegebenen Grenzwert, löst die Schutzeinrichtung eine vorgegebene Reaktion aus. Diese kann beispielsweise die Abgabe eines Warnsignals für den Triebfahrzeugführer sein, die selbsttätige Abschaltung eins Teils bzw. des gesamten Triebfahrzeugs oder ein selbsttätiger Eingriff in die Fahrzeugsteuerung sein.
Weitere Schutzeinrichtungen zur Überwachung des Triebfahrzeugführers sind:
- Sicherheitsfahrschaltung (Sifa)
- Zugbeeinflussung

## Mechanischer Teil
Die Lokomotive besteht in der Regel aus einem vom Laufwerk getragenen Kasten mit den Führerräumen und dem Maschinenraum.

### Kasten und Maschinenraum
Der Kasten besteht aus einem stabilen Hauptrahmen mit angeschweißten Seitenwänden und abnehmbaren Dächern. Bei neueren Lokomotiven bildet der Kasten als ganzes eine selbsttragende Struktur. An den Enden sind die Führerräume untergebracht, zwischen denen sich ein großer Maschinenraum befindet, wo die elektrischen Schalt-, Steuer- und Übertragungsanlagen vor der Witterung geschützt aufgestellt sind. Damit das Bedienpersonal keine gefährliche elektrische Spannung berühren kann, sind die Geräte entweder hinter Gittern oder bei neueren Lokomotiven in geschlossenen Schränken untergebracht. Der besonders gefährliche Hochspannungsbereich ist zusätzlich abgesperrt. Der Zugang ist nur mit einem Schlüssel möglich, der erst freigegeben wird, wenn der Stromabnehmer gesenkt ist und die elektrische Ausrüstung geerdet ist.
Am Kasten sind dabei Vorrichtungen zur Übertragung der Zug- und Druckkräfte angebracht. Dies sind in der Regel Zughaken und Puffer bzw. eine Mittelpufferkupplung.
Um die Zugänglichkeit der Geräte für Wartungsarbeiten zu gewährleisten, sind diese entlang von Gängen angeordnet. Bei Fahrzeugen mit zwei Führerständen dient ein Gang auch zu deren Verbindung für den Triebfahrzeugführer. Es kann entweder ein Gang mittig im Maschinenraum angeordnet sein oder zwei Gänge den Wänden entlang. Eine Mischung der beiden Systeme ist möglich. Bei Gängen entlang den Seitenwänden gehört meistens einer zum oben beschriebenen zusätzlich abgesperrten Hochspannungsbereich.
Im Maschinenraum moderner Lokomotiven sind keine beweglichen Teile mehr sichtbar.

### Laufwerk und Antrieb

#### Laufwerk
Zum Laufwerk gehören die Treibradsätze, die vertikalen Führungen der Radsatzlager am Fahrzeugaufbau (Lokomotivkasten oder ein Drehgestell) und die Federn, von denen der Fahrzeugaufbau getragen wird.

#### Antrieb
Als Antrieb werden die für die Übertragung des Drehmomentes vom Fahrmotor auf die Treibradsätze verwendeten Mittel bezeichnet. Teilaufgaben dabei sind
- Wandlung von Drehmoment und Drehzahl und
- „Ausgleich von Relativbewegungen zwischen den im Fahrzeugrahmen beweglich gelagerten Radsätzen und den mehr oder weniger fest gelagerten Fahrmotoren.“[8]

Die Antriebsmaschine (Fahrmotor) ist im Unterschied zu anderen Fahrzeugen (z. B. Kraftfahrzeuge) nicht im Begriff Antrieb (bzw. nicht im gleichbedeutenden Begriff Triebwerk) enthalten.
Die verschiedenen Antriebe unterscheiden sich danach, wie viele Radsätze von einem Fahrmotor angetrieben werden (Einzelantrieb oder Gruppenantrieb) und danach, wovon der Fahrmotor getragen wird: von der Treibradsatzwelle (Achsmotorantrieb), zum Teil von der Treibradsatzwelle und zum Teil vom Fahrzeugaufbau (Tatzlagerantrieb) oder ausschließlich vom Fahrzeugaufbau (Gestellmotorantrieb).

##### Achsmotorantrieb
Dieser direkte Antrieb der Treibsatzradwelle, wobei letztere identisch mit der Motorankerwelle (ungefederter Antrieb) oder eine Hohlwelle dazwischen gefügt ist. Achsmotorantriebe werden heute nicht mehr angewendet, weil ein relativ langsamer Motor (Drehzahl zu der der Treibsatzradwelle passend) zu groß und zu schwer ist.

##### Tatzlagerantrieb

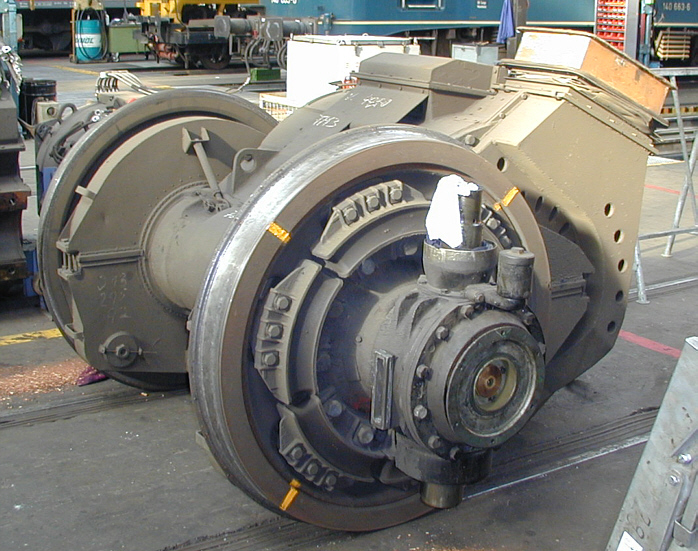
modifizierter Tatzlagerantrieb: sechsteilig segmentierter Gummiring (5) auf den Laufrad-Stirnseiten

Tatzlagerantriebe stützen sich sowohl ungefedert oder gefedert mit Hohlwelle (komplett gefederter Schwebemotor) auf die Radsatzwelle ab, als auch auf den Rahmen.

##### Gestellmotorantrieb
Bei dieser Bauart sind die Fahrmotoren fest im Rahmen gelagert. Es gibt Gestellmotorantriebe in den verschiedensten Varianten. Sie unterscheiden sich darin, wie die angewendete Kupplung den Ausgleich der Relativbewegung zwischen Antriebseinheit und Treibsatzradwelle ermöglicht. Hohlwellenantriebe sind die Gelenkwellenantriebe (»Kardanwellen-«, siehe drittes Bild unten), die Federantriebe und die Gelenkantriebe (»Verzweiger-«). Nicht mit Hohlwellen ausgerüstet sind die in der ersten Hälfte des 20. Jahrhunderts häufig verwendeten Stangenantriebe und die neueren Antriebe mit Kupplung zwischen Fahrmotor und Getriebe.

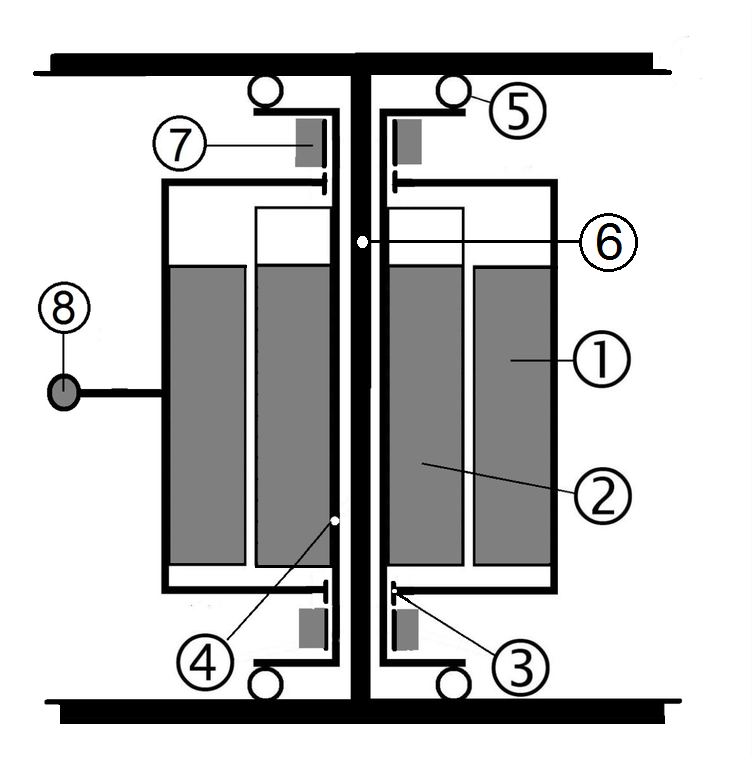
Achsmotorantrieb, schematisch mit Hohlwelle (4)
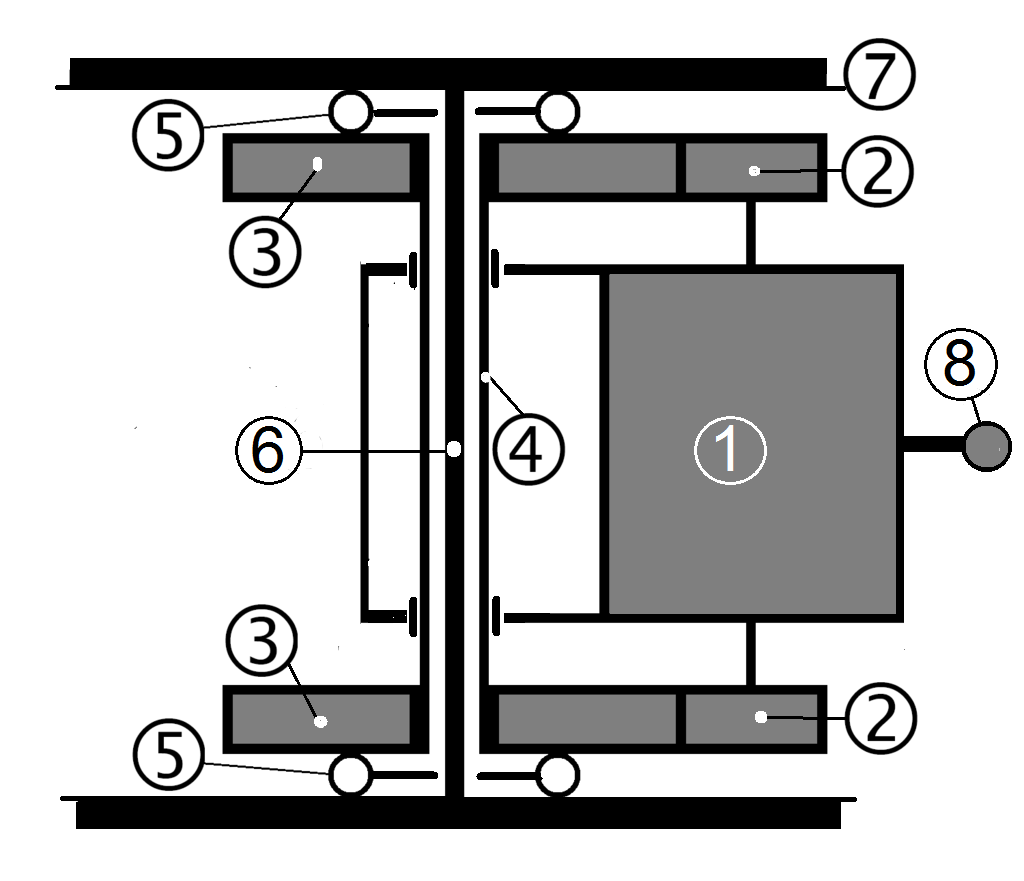
Tatzlagerantrieb, schematisch modifiziert: mit Hohlwelle (4)
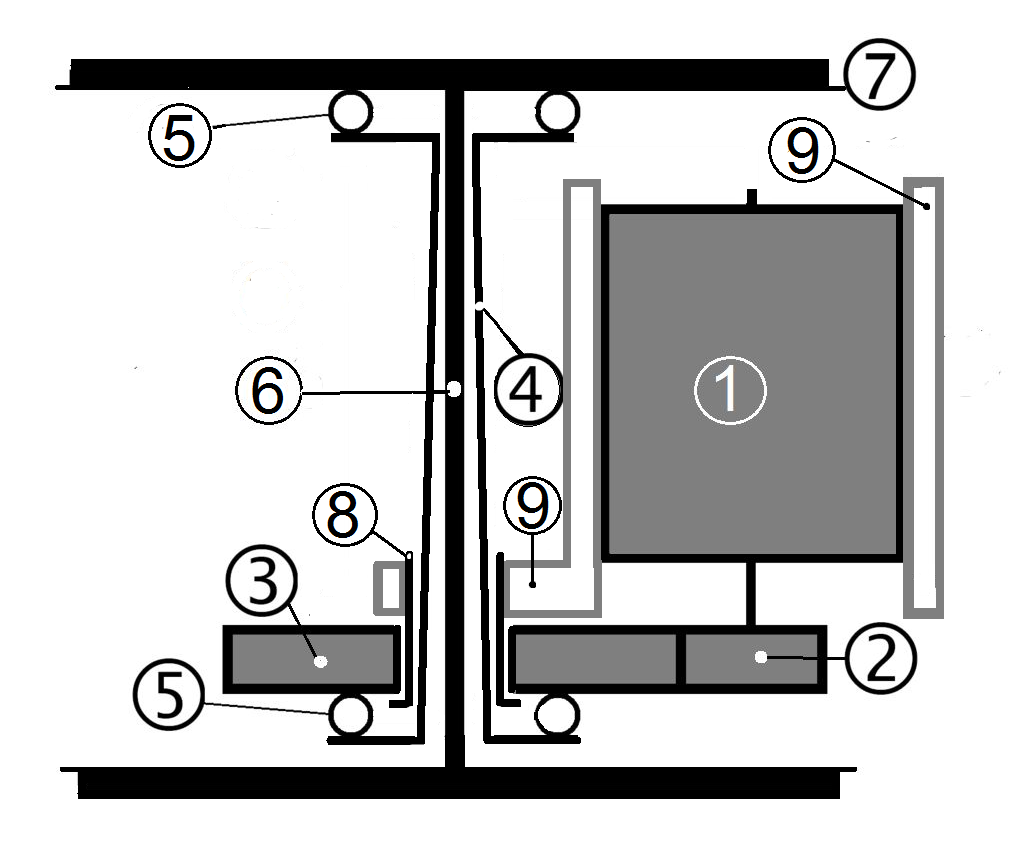
Gestellmotorantrieb, schematisch Gelenkwellenantrieb mit Hohlwelle (8) und konischem Gelenk-Rohr (4)

### Führerstand
In den Führerständen befinden sich alle für die Bedienung des Triebfahrzeugs notwendigen Bedieneinrichtungen und Anzeigegeräte.

### Mechanische Zubehörteile
Neben den genannten Geräten weisen Elektrolokomotiven noch weitere Bestandteile auf, unter anderem:
- Sandstreueinrichtung
- Spurkranzschmierung
- Akustische Signalanlage
- Scheibenreinigungsanlage

## Energieversorgung
Die ersten elektrifizierten Bahnen wurden mit Gleich- oder mit Drehstrom betrieben, was den Bau von Fahrzeugen mit einfachen Fahrmotoren und einfachen Steuerungen erlaubte. Erst später war die Technik für die Verwendung von Einphasenwechselstrom verfügbar, was die Fahrleitung und die Energieversorgung vereinfachte.

### Gleichstrom

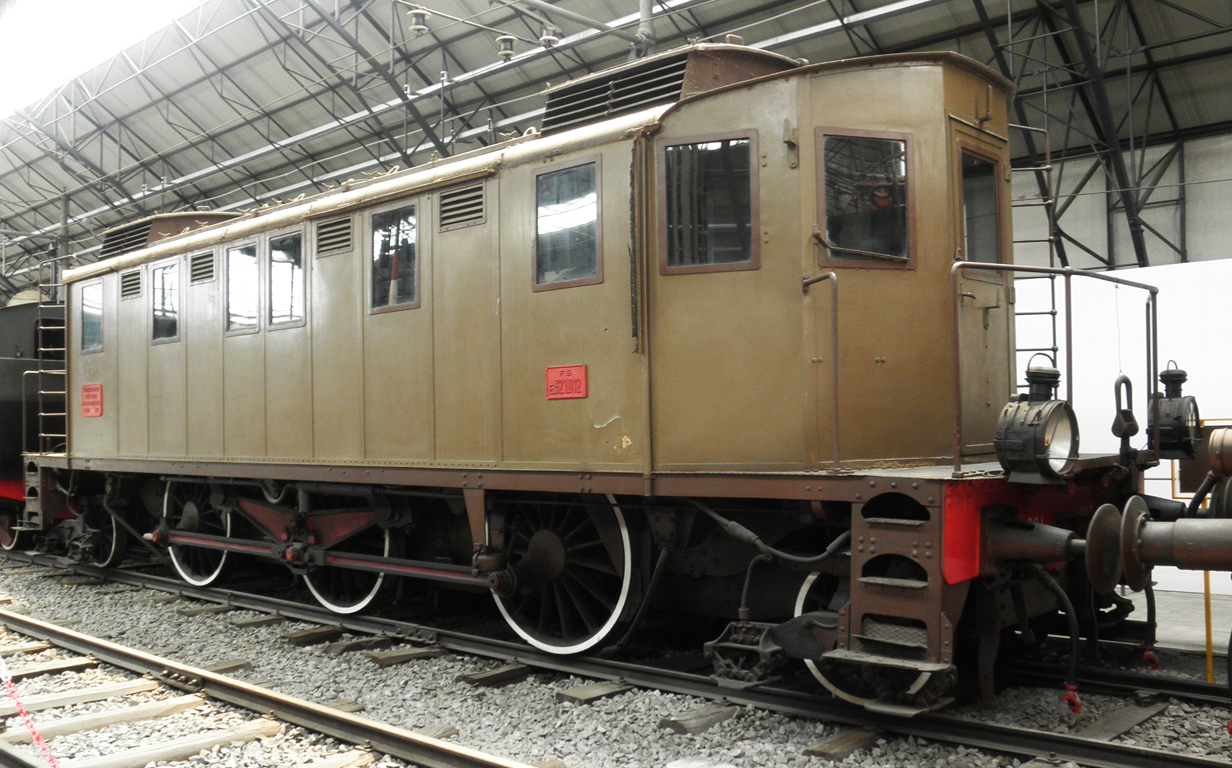
Gleichstrom-Museumslokomotive FS E.321, in Mailand, Italien, Baujahr 1923

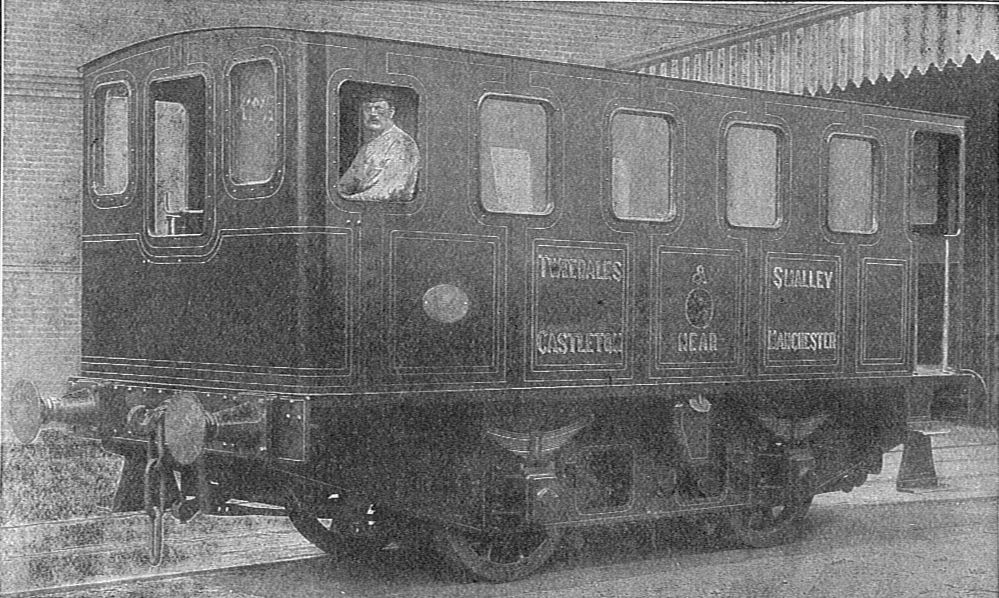
Akkulokomotive bei der Textilmaschinenfabrik Tweedales & Smalley in England um 1900

Die Elektrifizierung mit Gleichstrom war am einfachsten zu bewerkstelligen. Die Fahrmotoren sind einfach aufgebaut und ihre Leistung konnte mit Vorwiderständen und Serienparallelschaltung reguliert werden. Schwieriger ist die Energieübertragung über große Distanzen, so dass viele Einspeisestellen nötig sind. Andererseits können die Fahrzeuge leicht gebaut werden, weil kein Transformator auf dem Fahrzeug nötig ist. Das System wird auch heute noch genutzt. Die Elektrifizierung mit 3000 Volt Gleichspannung ist streckenmäßig weltweit das am weitesten verbreitete System (Stand 1980). Für neue große Projekte im Fernverkehr wird es aber nicht mehr eingesetzt. Probleme bereiten die großen Ströme, die insbesondere für einen Hochgeschwindigkeitsbetrieb von der Fahrleitung übertragen werden müssen, große Querschnitte erfordern und trotzdem hohe Verluste verursachen.

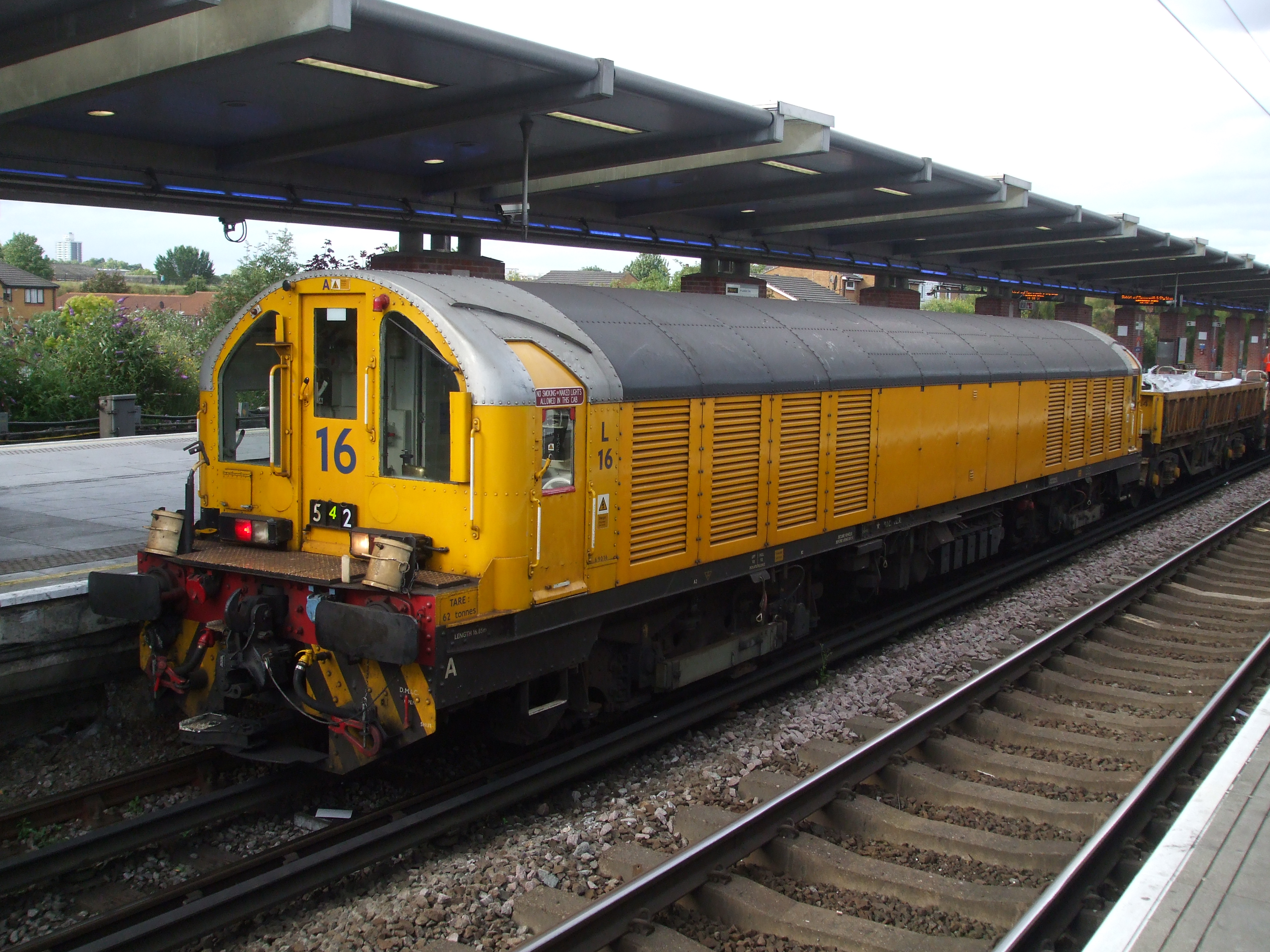
Akkulokomotive der London Underground für Unterhaltungsarbeiten

Eine Sonderform von gleichstrombetriebenen Lokomotiven stellen Akkumulatorlokomotiven dar. Der Vorteil besteht wie bei dem im Personenverkehr eingesetzten Akkumulatortriebwagen darin, außer von den stationären Ladestationen von keiner weiteren Infrastruktur zur Stromversorgung abhängig zu sein.

Allerdings ist aufgrund der beschränkten Akkumulatorkapazität der Einsatzbereich auf kurze Strecken beschränkt. Akkulokomotiven kommen seit den 1910er-Jahren bei der London Underground als Betriebsfahrzeug für Servicearbeiten in Tunnelabschnitten zum Einsatz, in denen die Stromschiene zu Wartungsarbeiten abgeschaltet ist. Sehr viel länger werden Akkulokomotiven bereits unter Tage im Bergbau eingesetzt, dies sind Schmalspurgrubenlokomotiven. Daneben werden sie vereinzelt im Werkbahnverkehr eingesetzt. Bereits 1921 wurde die Versuchslokomotive FS E.421 gebaut und seit 1916 war in Norwegen die NSB Ea1 sowohl im Rangier- wie auch Streckendienst im Einsatz. Die Bombay, Baroda and Central India Railway setzte ab 1928 zwei Akkulokomotiven im Rangierdienst in Bombay ein und ab 1987 waren bei Indian Railways drei Akkulokomotiven sogar im Güterzug-Streckendienst im Einsatz.

### Drehstrom

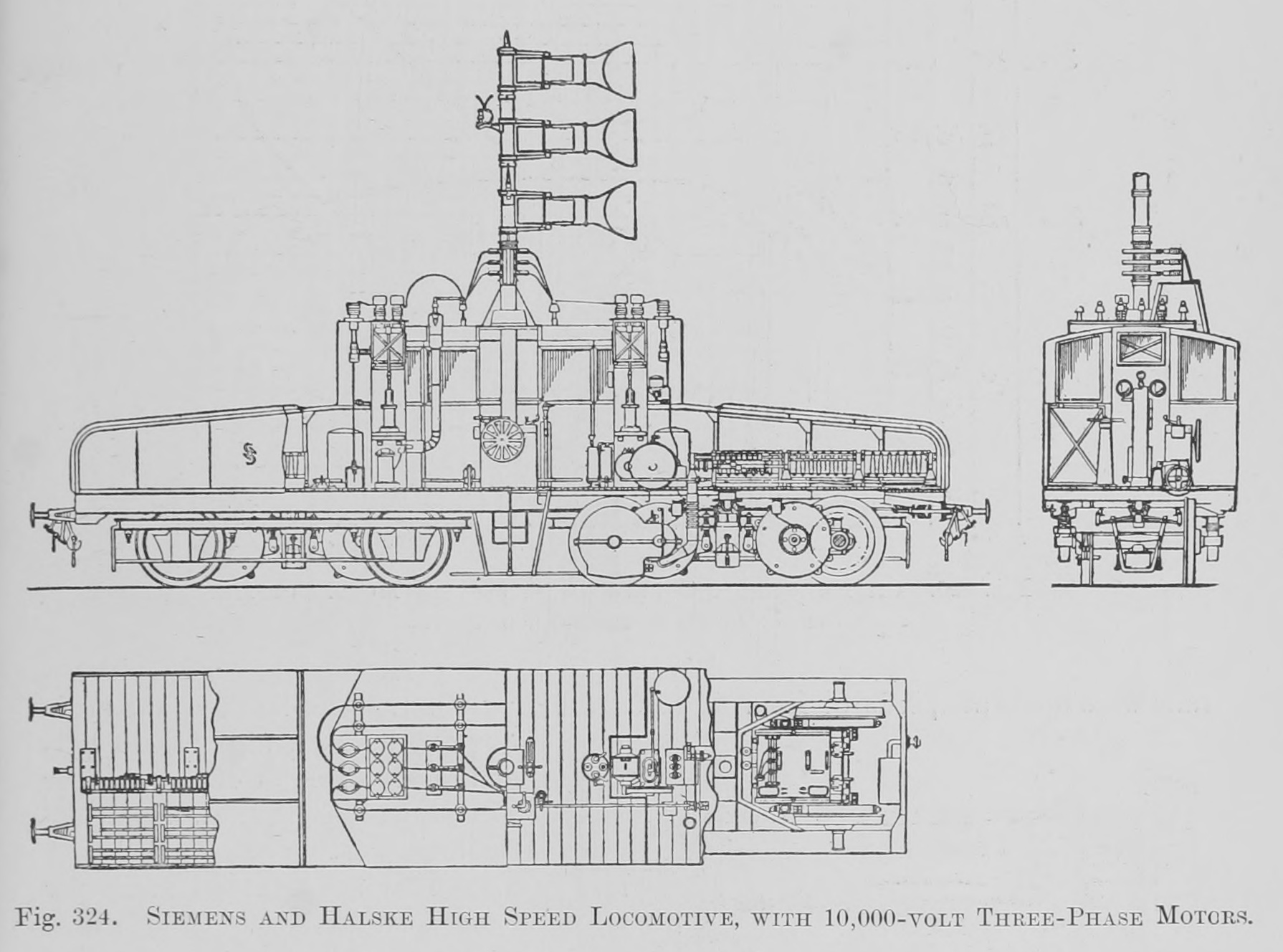
Siemens & Halske Drehstrom-Versuchslok

Drehstrom wurde 1903 bei den Schnellfahrversuchen auf der Strecke Marienfelde–Zossen angewendet. Die Asynchronfahrmotoren der Lokomotive wurden direkt aus einer dreipoligen Fahrleitung versorgt, die Geschwindigkeitsregelung erfolgte durch Verändern der Frequenz der Speisespannung im Kraftwerk.
Für den praktischen Betrieb setzte sich eine zweipolige Fahrleitung mit den Fahrschienen als drittem Außenleiter durch. Gegenüber dem Gleichstrombetrieb konnte die Energie besser über längere Distanzen übertragen werden und es ließ sich eine betriebssichere Nutzbremse einfach realisieren, weshalb das System auch heute noch bei einigen Schweizer Bergbahnen genutzt wird. Eine stufenlose Geschwindigkeitsregelung war mit klassischen Steuerungen jedoch nicht möglich. Für eine möglichst unterbrechungsfreie Energiezufuhr auch in Weichen ist es erforderlich, wegen der zu isolierenden Kreuzungsstelle der Fahrdrähte mit unterschiedlicher Speisephase mit zwei weit auseinanderliegenden angelegten Stromabnehmern pro Triebfahrzeug zu fahren. Der Fahrleitungsbau ist insbesondere über Kreuzungen und Kreuzungsweichen kompliziert. Im Norden von Italien betrieben die Ferrovie dello Stato fünf einzelne Netze mit 3,6 Kilovolt bei 16 2⁄3 Hertz. Zu deren Verbindung kam es jedoch nicht mehr. Ausschlaggebend für die Ablösung durch das technisch einfachere Gleichstromsystem war, dass die fest abgespannte zweipolige Fahrleitung für Geschwindigkeiten über 100 km/h nicht geeignet war. Der italienische »Trifase«-Betrieb endete 1976.

### Wechselstrom

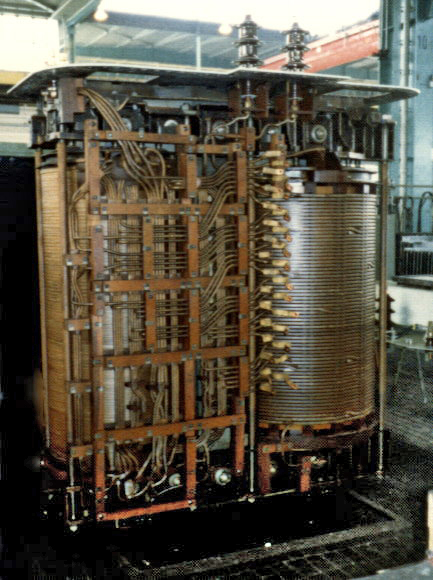
Aktivteil des Haupttransformators einer Wechselstromlokomotive, der im Betrieb bis zur Deckelplatte in einen ölgefüllten Behälter eingesetzt ist. Das Öl kühlt und isoliert die papierumwundenen Kupferwindungen und -leitungen. Rechts des gitterförmigen Holzgerüsts sind hell etwa 30 Anzapfungen der Wicklung für die Schaltstufen zu sehen, ganz oben die Herausführung der Hochspannungsanschlüsse mit braunen Porzellanisolatoren. Einer davon wird über den Hauptschalter mit dem Stromabnehmer verbunden.

Wechselstrom lässt sich dank hoher Spannung mit geringen Verlusten über weite Distanzen übertragen. Andererseits war zu Beginn der Elektrifizierung der Bau von Fahrmotoren für Einphasenwechselstrom äußerst komplex und gelang nur mit kleinen Netzfrequenzen. Bereits 1905 wurden Versuchsfahrten mit Einphasenwechselstrom durchgeführt, doch setzte sich das System als bestgeeignete Energieversorgung für Fernbahnen erst später durch. Die hohe Wechselspannung wird zum Betrieb der Motoren und Schalteinrichtungen auf dem Triebfahrzeug mit Transformatoren auf niedrigere Werte heruntergespannt.
Durch die Fortschritte in der Leistungselektronik konnte später auch die verbreitete Netzfrequenz von 50 Hertz verwendet werden. Dabei wurde zu Anfang der 50-Hertz-Wechselstrom mit Dioden gleichgerichtet und diente dann als Versorgung von sog. Mischstrommotoren. Für neue Elektrifizierungen wird heute meist das System mit 25 Kilovolt bei 50 Hertz angewendet, das heute weltweit am zweithäufigsten anzutreffen ist.

### Anwendung der Bahnstromsysteme
Aus dieser historischen Entwicklung ergibt sich, dass heute je nach Zeitpunkt der Errichtung der ersten Anlagen unterschiedliche Bahnstromsysteme verwendet werden. In Europa behindern die verschiedenen Systeme den grenzüberschreitenden Verkehr, der nur mit Mehrsystemfahrzeugen bewältigt werden kann.
Die wichtigsten Bahnstromsysteme der Welt (gereiht nach Spannungshöhe):
- 50 Kilovolt, 60 Hertz ~
einzelne Anwendungen in Kanada, USA und Südafrika
- 25 Kilovolt, 50 Hertz ~
Frankreich (nördlicher Teil und TGV-Strecken), Spanien (AVE-Strecken), Großbritannien (nördlich London und High Speed 1), Dänemark, Deutschland (nur Rübelandbahn), Finnland, Luxemburg, Belgien (teilweise), Niederlande (teilweise), Schweiz (Genève–La Plaine und Basel–Saint-Louis), Ungarn, Tschechien (südlicher Teil), Slowakei (südlicher Teil), Kroatien, Serbien, Bulgarien, Italien (neue Schnellfahrstrecken), Griechenland, Portugal, Rumänien, Russland (teilweise), Ukraine (teilweise), Kasachstan, Litauen, Belarus, Türkei, Indien, China, Südkorea
- 20/25 Kilovolt, 50/60 Hertz ~
diverse Stromnetze der Japan Railways (u. a. die Shinkansen Hochgeschwindigkeitsstrecken und die konventionellen Strecken im Norden der Insel Honshu)
- 15 Kilovolt, 16 2⁄3 bzw. 16,7 Hertz ~[14]
Deutschland, Schweiz, Österreich, Norwegen, Schweden
- 3000 Volt =
Italien, Spanien, Belgien, Polen, Russland (teilweise), Ukraine (teilweise), Estland, Lettland, Georgien, Armenien, Aserbaidschan, Tschechien (nördlicher Teil), Slowakei (Norden und Osten), Slowenien, Nordkorea
- 1500 Volt =
Frankreich (südlicher Teil), Niederlande, Tschechien (Tábor–Bechyně), große Teile der konventionellen Strecken in Japan (besonders in Ballungsgebieten wie Tokio, Nagoya oder Osaka), verbreitet bei Meterspurstrecken in Spanien und der Schweiz
- 750 Volt =
England (südlich London bis zum Kanal, Energiezufuhr über seitliche, von oben bestrichene Stromschiene)

Bei Straßenbahn-, Stadtbahn-, U- und S-Bahnnetzen werden, wenn sie unabhängig von Fernbahnnetzen betrieben werden, zumeist Gleichspannungen zwischen 500 und 1500 Volt verwendet. Die Fahrdrahtspannung in Straßenbahnnetzen überschreitet dabei nur selten 1000 Volt.